# Lasiocampidae
I Lasiocampidi (Lasiocampidae Harris, 1841) sono una famiglia di lepidotteri di dimensioni medio-grandi, diffusa in tutti i continenti con 224 generi, divisi in 1 952 specie (dati aggiornati al 23 dicembre 2011). Rappresentano l'unica famiglia della superfamiglia Lasiocampoidea Harris, 1841.

## Descrizione

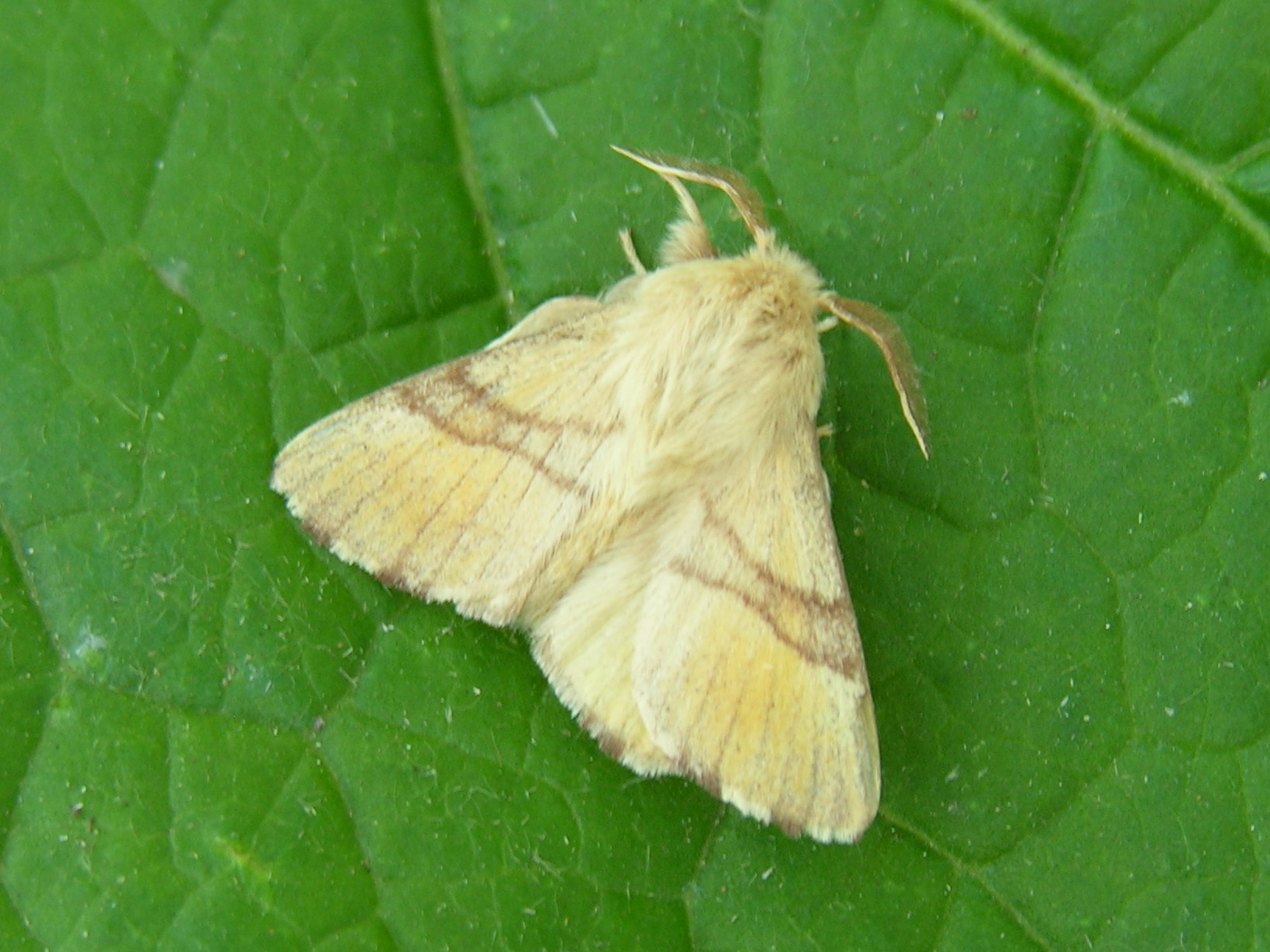
Malacosoma neustria, il Bombice gallonato

### Adulto
Queste falene sono di taglia medio-grande, e mostrano una prevalenza di colori tra il giallo e il rosso-bruno, sia nelle ali, sia nel corpo, che di norma è molto peloso (Chinery, 1987). Alcune specie possono avere una colorazione verde, tale da permettere loro di mimetizzarsi con le foglie che le circondano.
Sia le ali anteriori, sia quelle posteriori, sono ben sviluppate, ma prive di frenulo; per questo motivo, l'accoppiamento tra ala anteriore e posteriore è ottenuto grazie ad un'estesa zona omerale nell'ala posteriore, innervata da una o più venature. Al contrario, è presente un apparato di connessione tra ala anteriore e metatorace (Chinery, 1987 e 1992).
Le antenne sono bipettinate in entrambi i sessi; la spiritromba è assente o ridotta, e comunque non funzionante; i palpi mascellari sono assenti, mentre quelli labiali possono avere varie dimensioni, e spesso sono dritti o piegati (Scoble, 1995) a formare una sorta di "muso" allungato.
Nelle zampe dei maschi l'epifisi è sempre presente, mentre può essere ridotta o assente nelle femmine; gli speroni tibiali sono molto corti (Scoble, 1995).
All'estremità distale dell'addome delle femmine si trova, di regola, un folto ciuffo di peli.
Nella maggior parte delle specie si può riscontrare un dimorfismo sessuale alquanto marcato sia nelle dimensioni, sia nella colorazione. Le femmine tendono ad avere movimenti lenti ed in alcuni membri della famiglia sono addirittura attere (Franclemont, 1973; Munroe, 1982; Common, 1990).

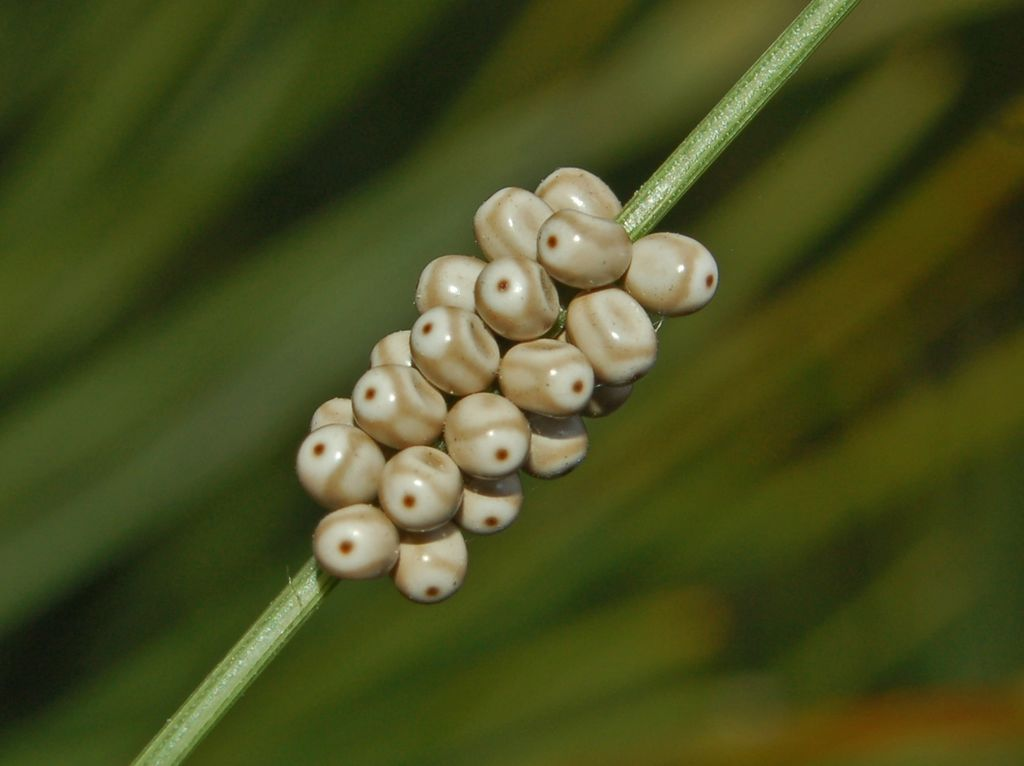
Uova di Macrothylacia rubi

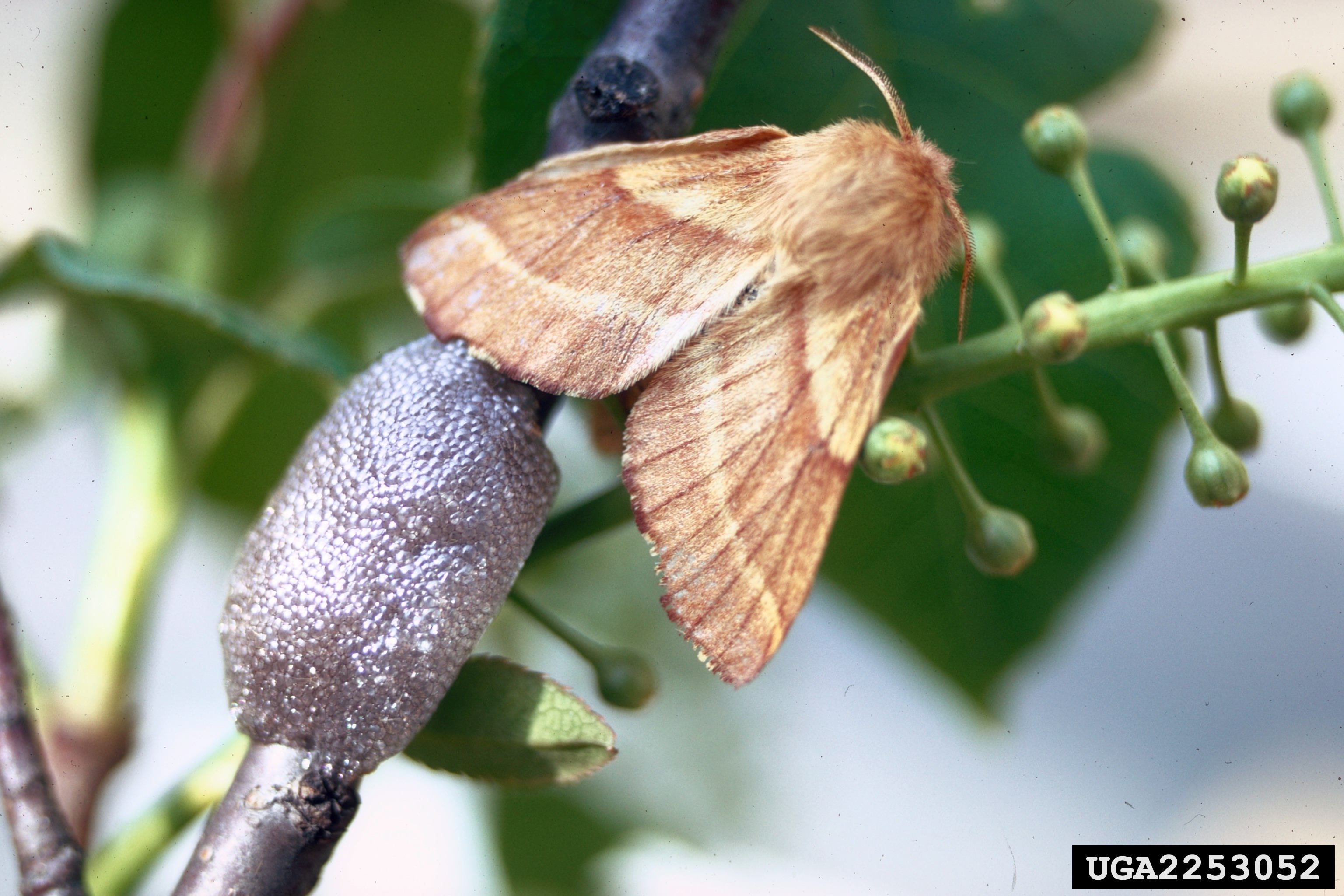
Femmina di Malacosoma californicum con uova

### Uovo
Le uova sono del tipo piatto e presentano il micropilo disposto su un lato. Sono deposte singolarmente, in piccoli gruppi o in ammassi compatti, a seconda della specie. In alcuni casi le uova sono, almeno inizialmente, ricoperte dalle squame del ciuffo terminale dell'addome della femmina, oppure da una sorta di sostanza vischiosa, secreta dalle ghiandole accessorie, che solidifica una volta giunta a contatto con l'aria atmosferica (Scoble, 1995).

### Larva

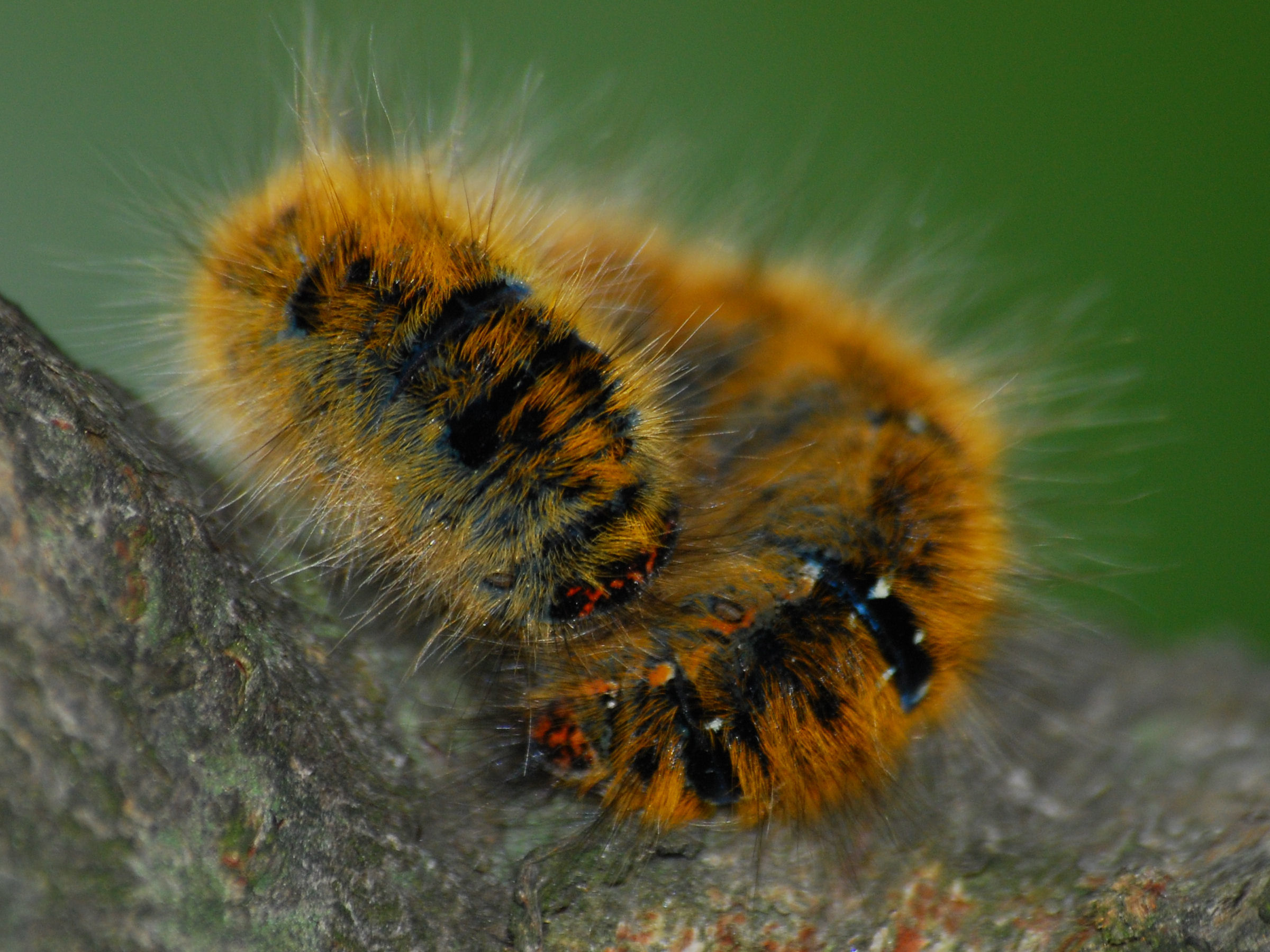
Bruco di Lasiocampa trifolii

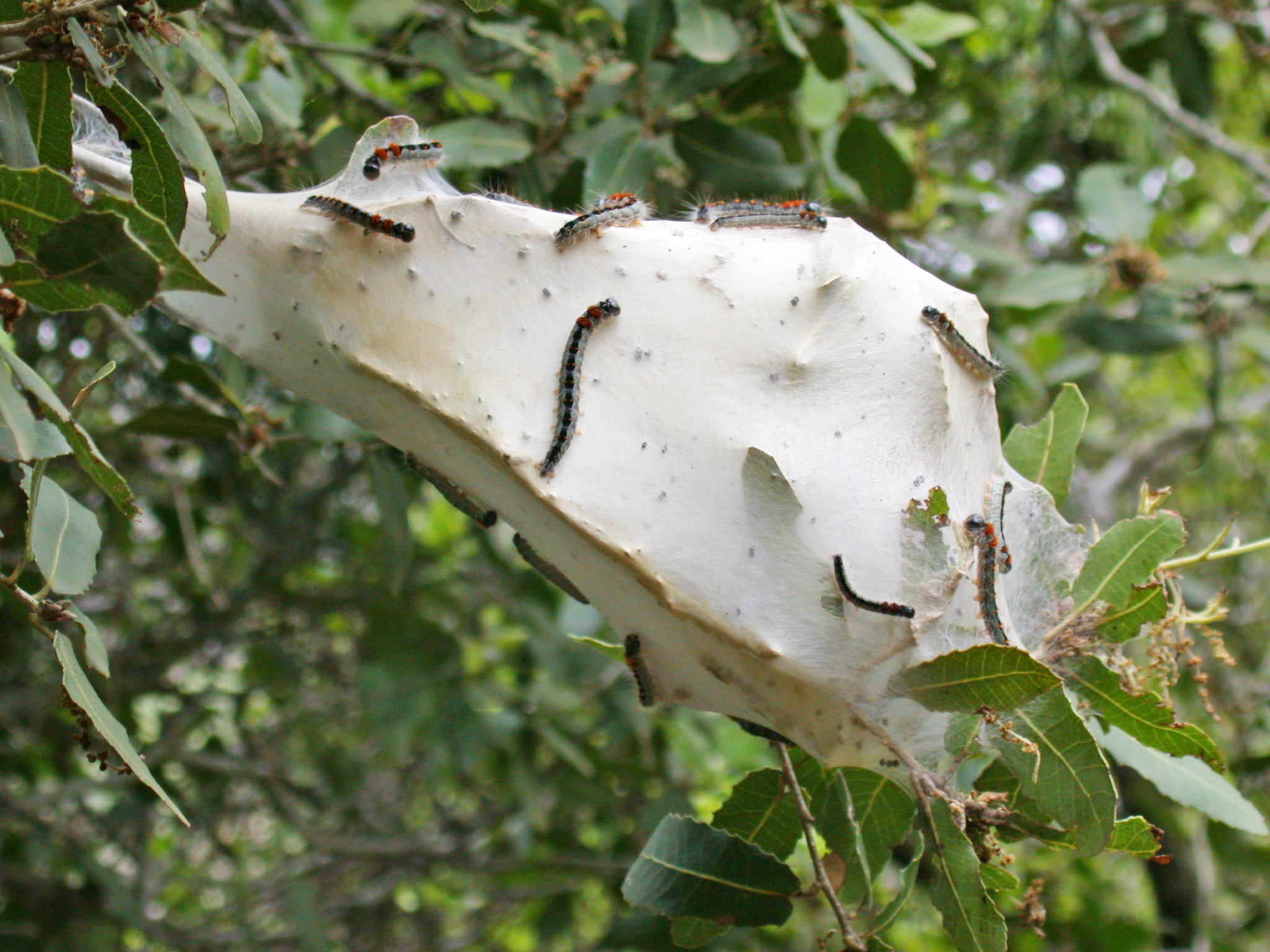
"Tela" di Eriogaster philippsi

I bruchi appaiono ricoperti da una peluria molto fitta, anche lungo i fianchi, ed è necessario maneggiarli con cautela, in quanto talune specie sono dotate di peli molto urticanti. Le pseudozampe mostrano uncini disposti su doppie file (Carter, 1993; Scoble, 1995) e ripiegamenti cutanei più o meno sviluppati. Sono inoltre presenti due ghiandole dorsali a livello addominale.
Le larve di Malacosoma neustria, il Bombice gallonato, mostrano una tendenza al gregarismo nelle prime fasi di sviluppo, tanto da poter rivestire il Biancospino ed altre specie di Rosaceae con vere e proprie tele di seta. Anche altre specie possono arrecare seri danni alla vegetazione boschiva (Chinery, 1987).
Il nome della famiglia si deve alle caratteristiche della larva: dal greco λάσιοσ (lasios), peloso e κάμπη (campe), bruco.

### Pupa

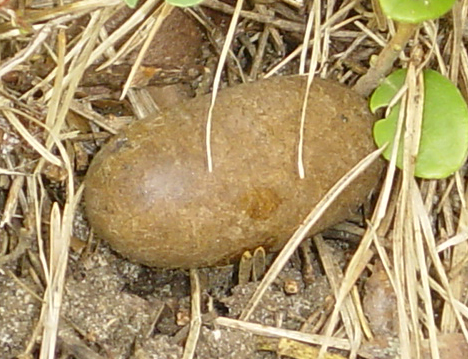
Crisalide di Lasiocampa quercus

L'impupamento ha luogo all'interno di robusti bozzoli sericei, fissati alla pianta ospite (Chinery, 1987), che di norma hanno una forma ovale (Carter, 1993). Il corpo è robusto e presenta uncini nella zona anale. In alcune specie, qualora le condizioni ambientali non siano favorevoli, la pupa è capace di attendere anche diversi anni, prima di portare a termine la metamorfosi e trasformarsi in adulto (Leraut, 1992).

## Distribuzione e habitat
La famiglia è distribuita in tutto il mondo, ma la maggiore diversità si raggiunge nella fascia tropicale. Le Chionopsychinae sono rappresentate da un unico genere africano. Le Chondrosteginae sono tipicamente africane, con sconfinamenti nelle penisole Iberica ed Arabica. Le Macromphaliinae si trovano esclusivamente in America, mentre le Poecilocampinae hanno distribuzione paleartica. La sottofamiglia Lasiocampinae è presente in tutti i continenti (Lemaire and Minet, 1999).
La famiglia conta circa 2 000 specie in tutto il mondo, delle quali solo 38 sono presenti in Europa, e 23 in Italia (Leraut, 1992; Carter, 1993).
L'habitat predominante è quello delle foreste tropicali e sub-tropicali, e delle praterie più o meno aperte (Carter, 1993).

## Biologia
Gli adulti sono forti volatori ed hanno, nella maggior parte delle specie, abitudini crepuscolari o notturne, ma i maschi di alcuni Lasiocampidi sono anche in grado di volare in pieno sole, alla ricerca delle femmine (Leraut, 1992). Quando sono a riposo, queste farfalle mantengono l'ala posteriore estesa oltre il margine frontale dell'ala anteriore (Scoble, 1992). In entrambi i sessi gli adulti vengono attirati da fonti luminose.

### Alimentazione
I bruchi di questa famiglia attaccano le foglie di una grande varietà di piante ospite; viene qui riportato un elenco, forzatamente parziale, di alcune di esse, suddivise per famiglia e genere:
- Aceraceae (Acer)
- Anacardiaceae (Lannea)
- Annonaceae (Annona)
- Apiaceae (Ferula)
- Asteraceae (Achillea, Artemisia, Centaurea)
- Belulaceae (Alnus, Betula, Corylus)
- Berberidaceae (Berberis)
- Brassicaceae (Capsella, Lepidium, Raphanus)
- Caprifoliaceae (Lonicera)
- Chenopodiaceae (Atriplex, Salsola, Suaeda)
- Cichoriaceae (Hieracium, Hypochaeris)
- Cistaceae (Cistus, Halimium, Helianthemum)
- Cyperaceae (Carex)
- Dipterocarpaceae, (Shorea)
- Elaeagnaceae (Hippophae)
- Ephedraceae (Ephedra)
- Ericaceae (Andromeda, Calluna, Ledum, Vaccinium)
- Euphorbiaceae (Euphorbia)
- Fabaceae (Acacia, Albizia, Astragalus, Bauhinia, Brachystegia, Caragana, Cassia, Cytisus, Elephantorrhiza, Eriosema, Genista, Julbernardia, Medicago, Onobrychis, Oxytropis, Trifolium, Vicia)
- Fagaceae (Quercus)

- Geraniaceae (Geranium)
- Grossulariaceae (Ribes)
- Juglandaceae (Juglans)
- Lamiaceae (Rosmarinus)
- Lecythidaceae (Barringtonia)
- Malvaceae (Malva)

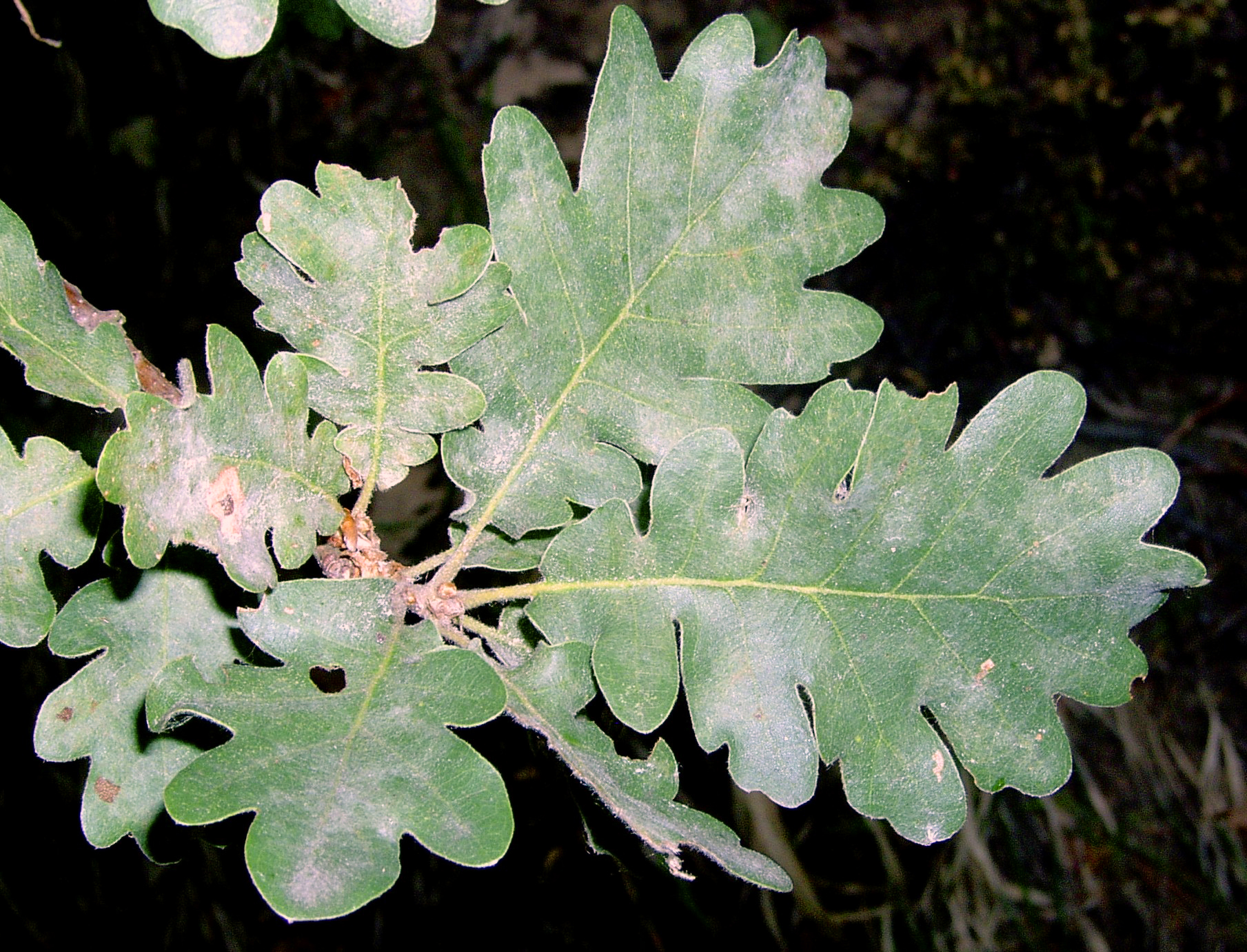
Foglie di Quercus pubescens (Roverella), specie parassitata dai Lasiocampidi

- Myrtaceae (Eucalyptus, Eugenia, Leptospermum)
- Oleaceae (Fraxinus, Syringa)
- Pinaceae (Abies, Larix, Picea, Pinus, Tsuga)
- Plantaginaceae (Plantago)
- Poaceae (Anthoxanthum, Bromus, Festuca, Leymus, Nardus)
- Polygonaceae (Calligonum, Polygonum, Rumex)
- Proteaceae (Protea)
- Rhamnaceae (Ceanothus)
- Rosaceae (Alchemilla, Cercocarpus, Cotoneaster, Crataegus, Filipendula, Fragaria, Malus, Potentilla, Prunus, Purshia, Pyrus, Rosa, Rubus, Sorbus, Spiraea)
- Salicaceae (Populus, Salix)
- Santalaceae (Exocarpos)
- Tiliaceae (Tilia)
- Ulmaceae (Ulmus)
- Vitaceae (Vitis)
- Zygophyllaceae (Zygophyllum).

Gli adulti non si alimentano, essendo privi di un apparato boccale utile, e la loro funzione è esclusivamente riproduttiva.

## Tassonomia

### Sottofamiglie
La famiglia Lasiocampidae si suddivide in cinque sottofamiglie (Lemaire & Minet, 1999):
- Chionopsychinae Aurivillius, 1909
- Chondrosteginae Aurivillius, 1927
- Lasiocampinae Harris, 1841
- Macromphaliinae Franclemont, 1973
- Poecilocampinae Tutt, 1900

### Sinonimi
Non sono stati riportati sinonimi.

## Alcune specie

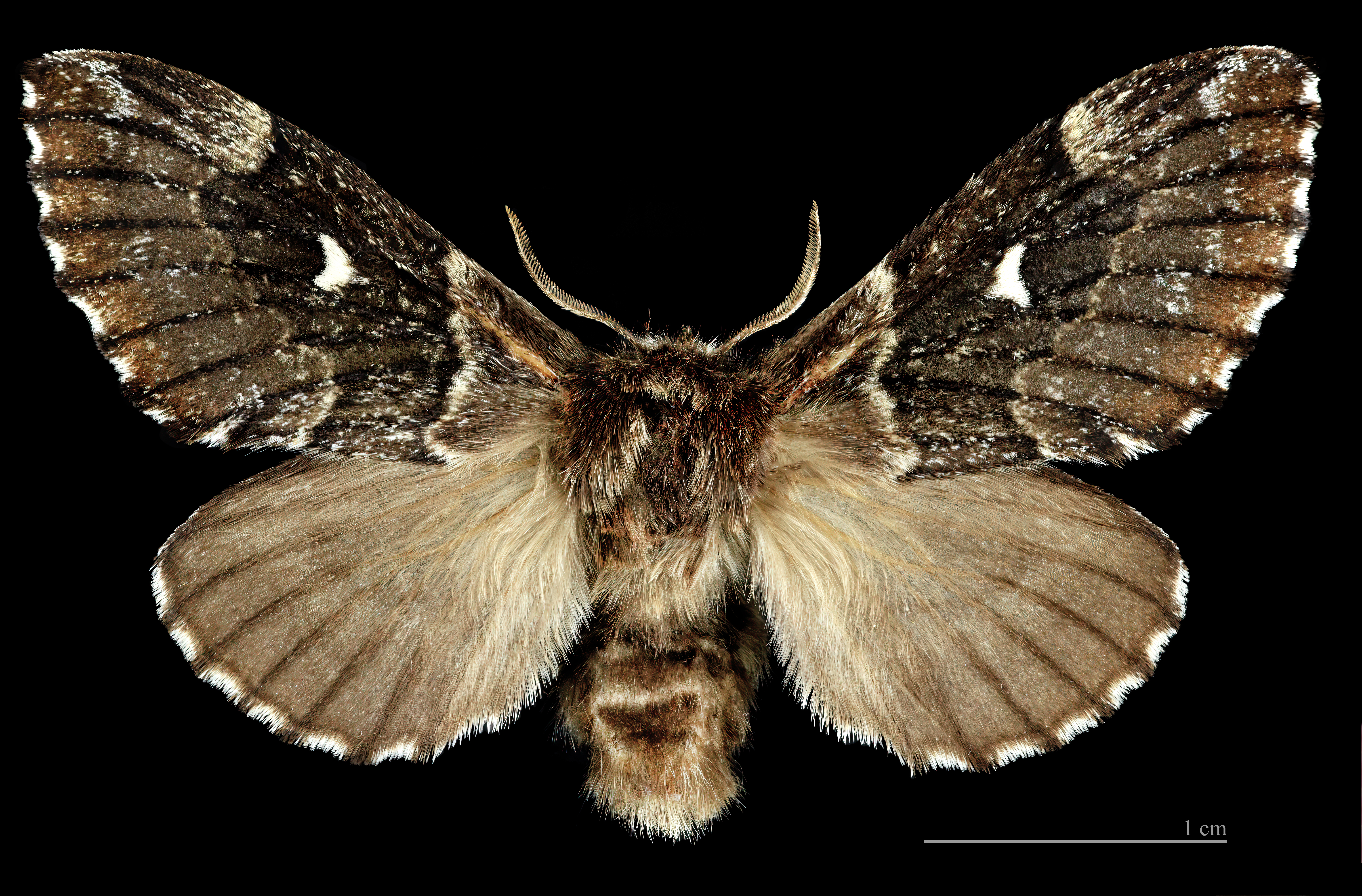
Cosmotriche lobulina
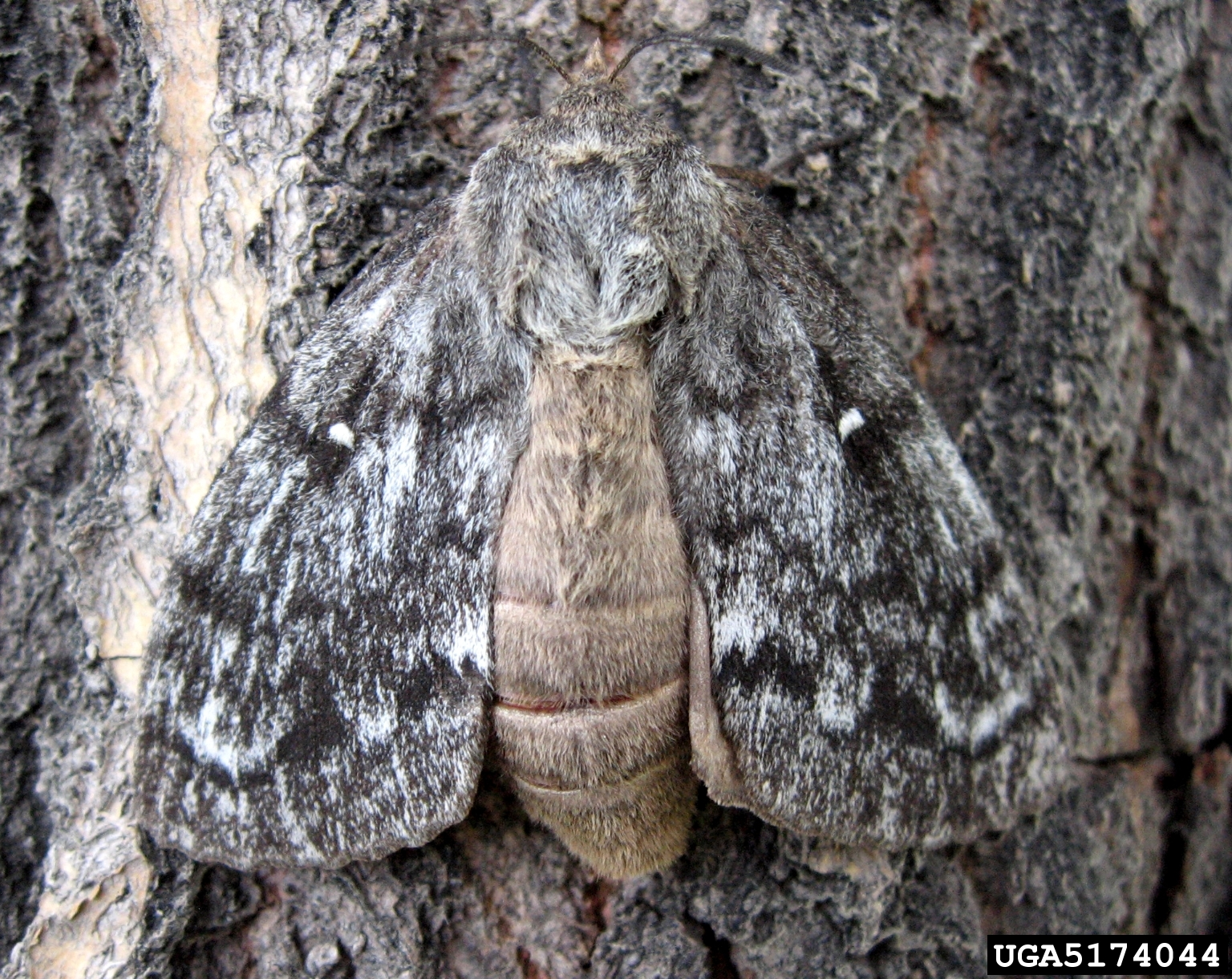
Dendrolimus pini
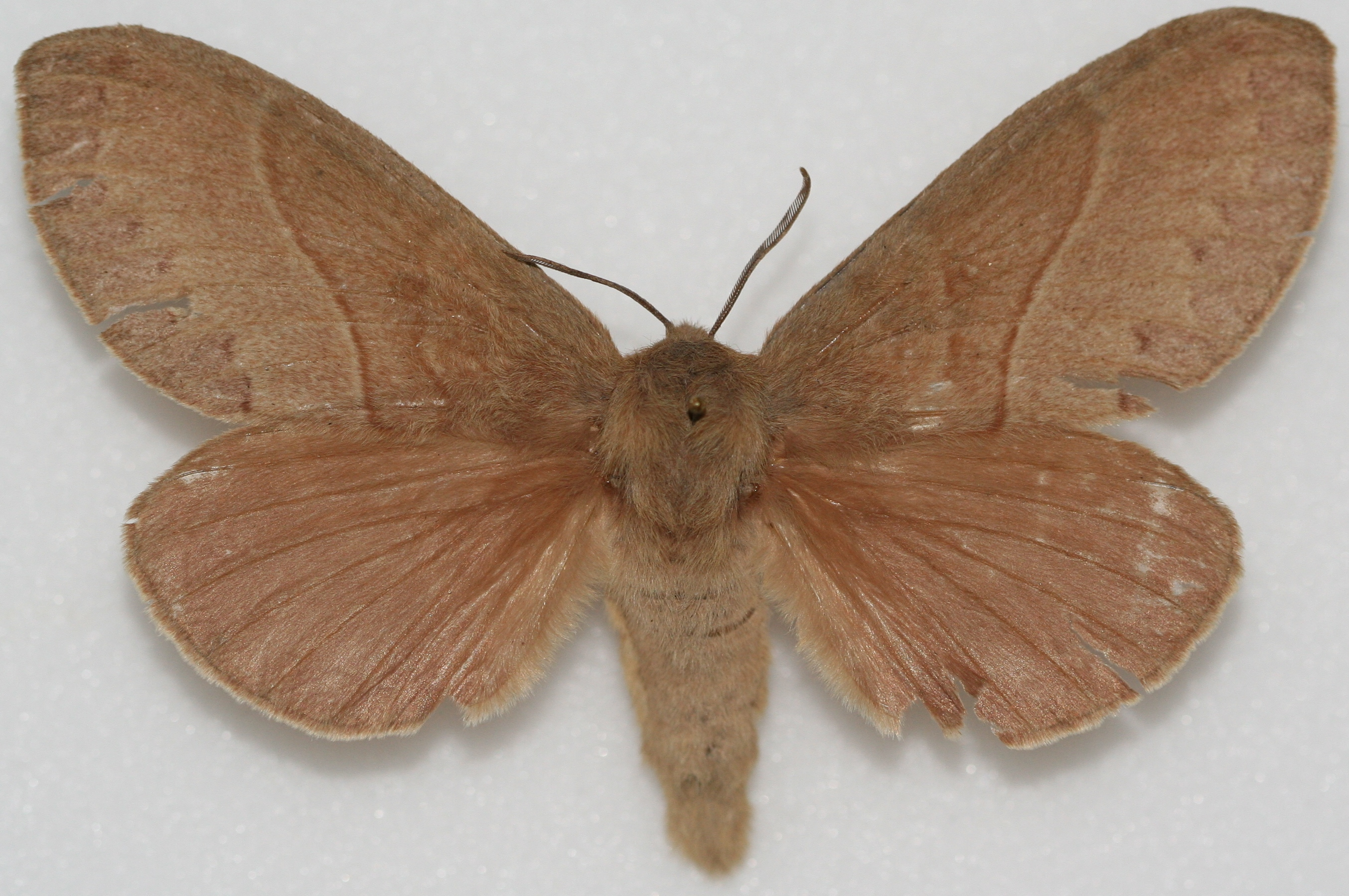
Dichogaster coronada
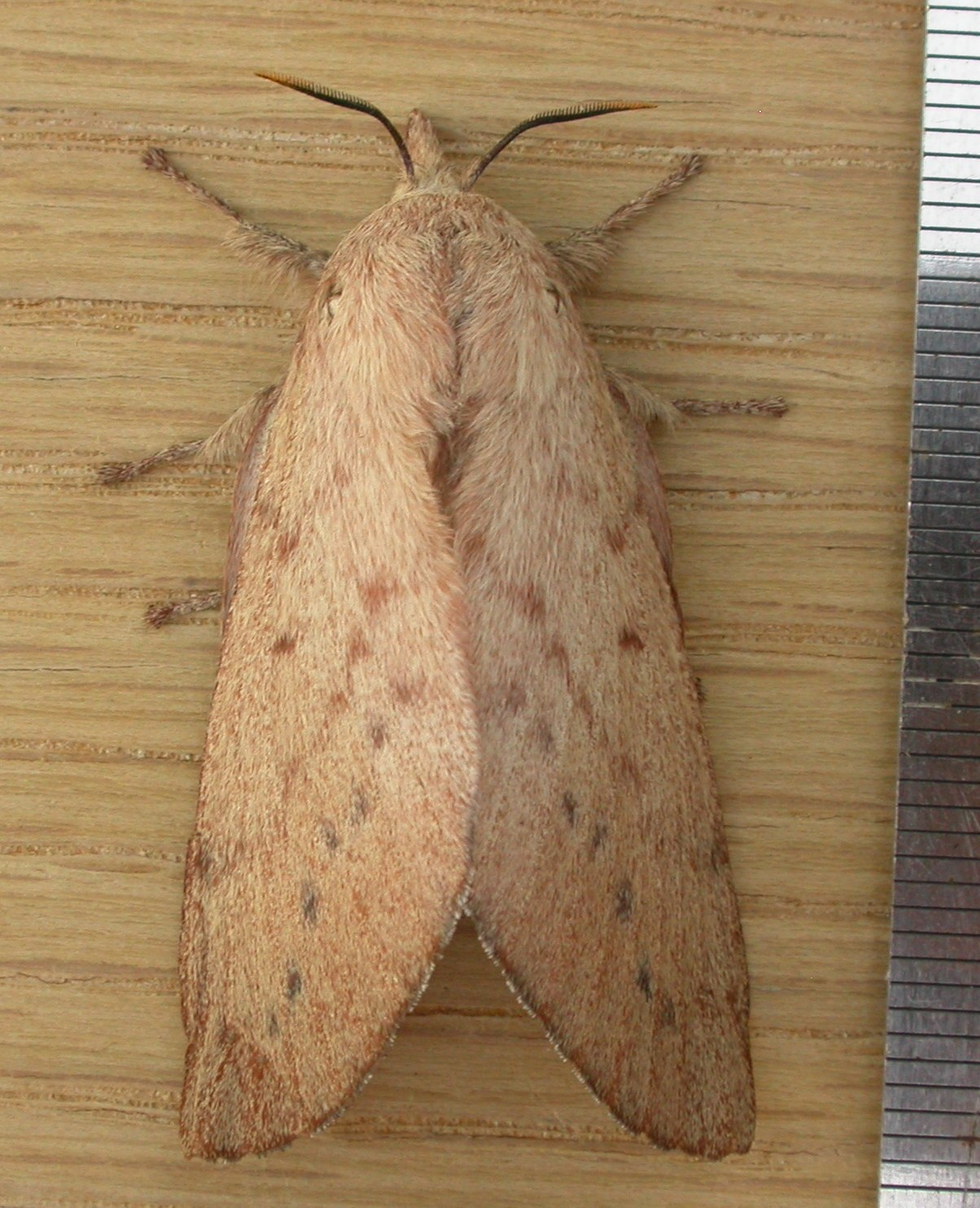
Entometa apicalis
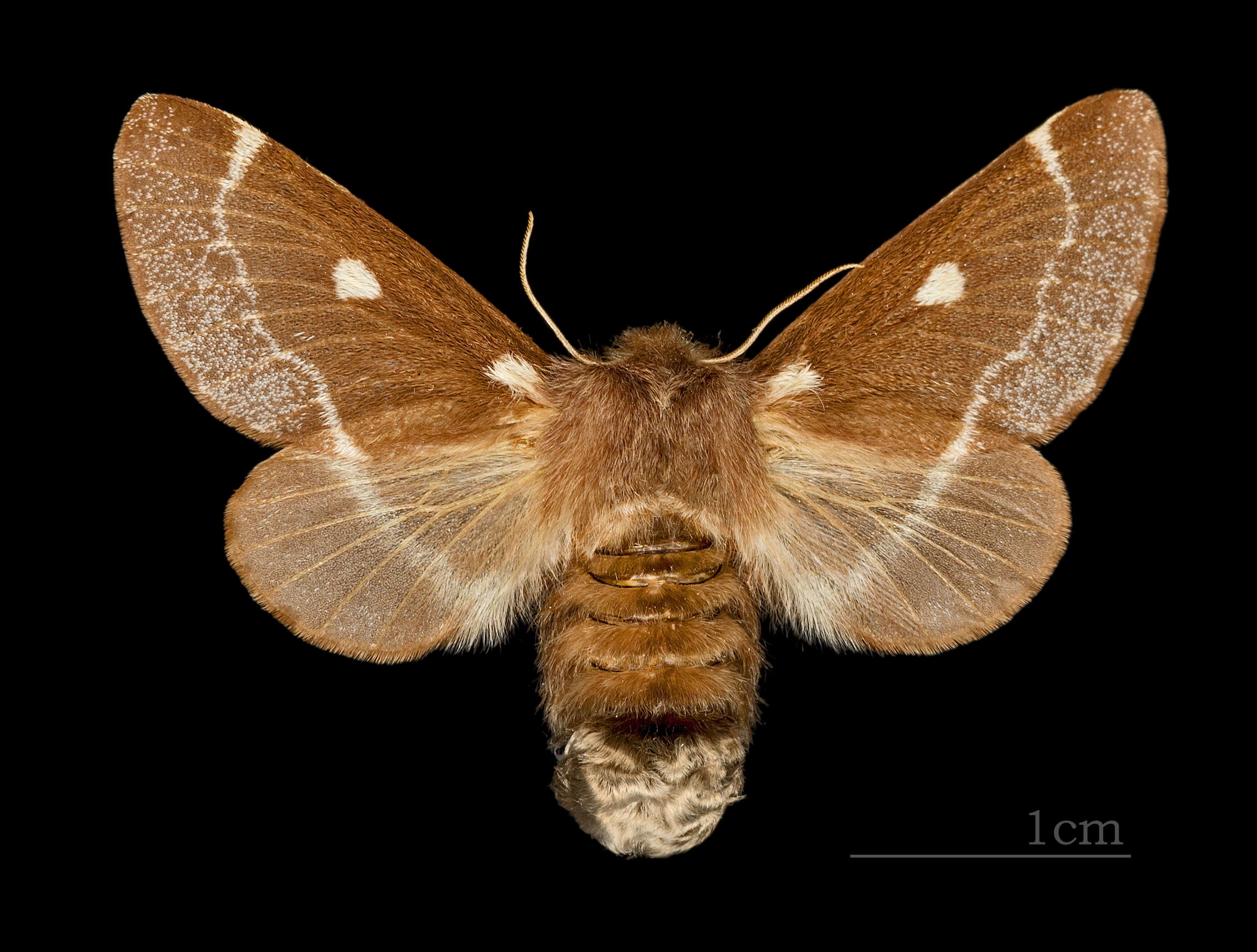
Eriogaster lanestris
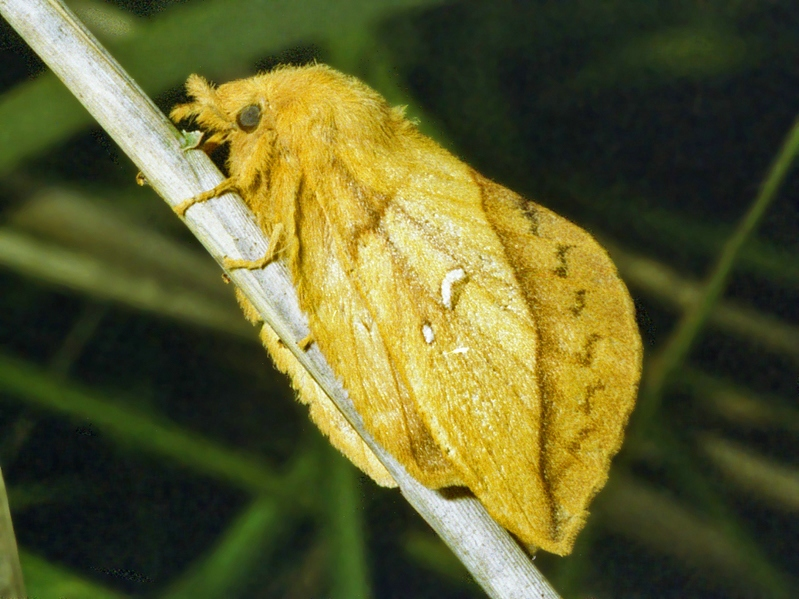
Euthrix potatoria
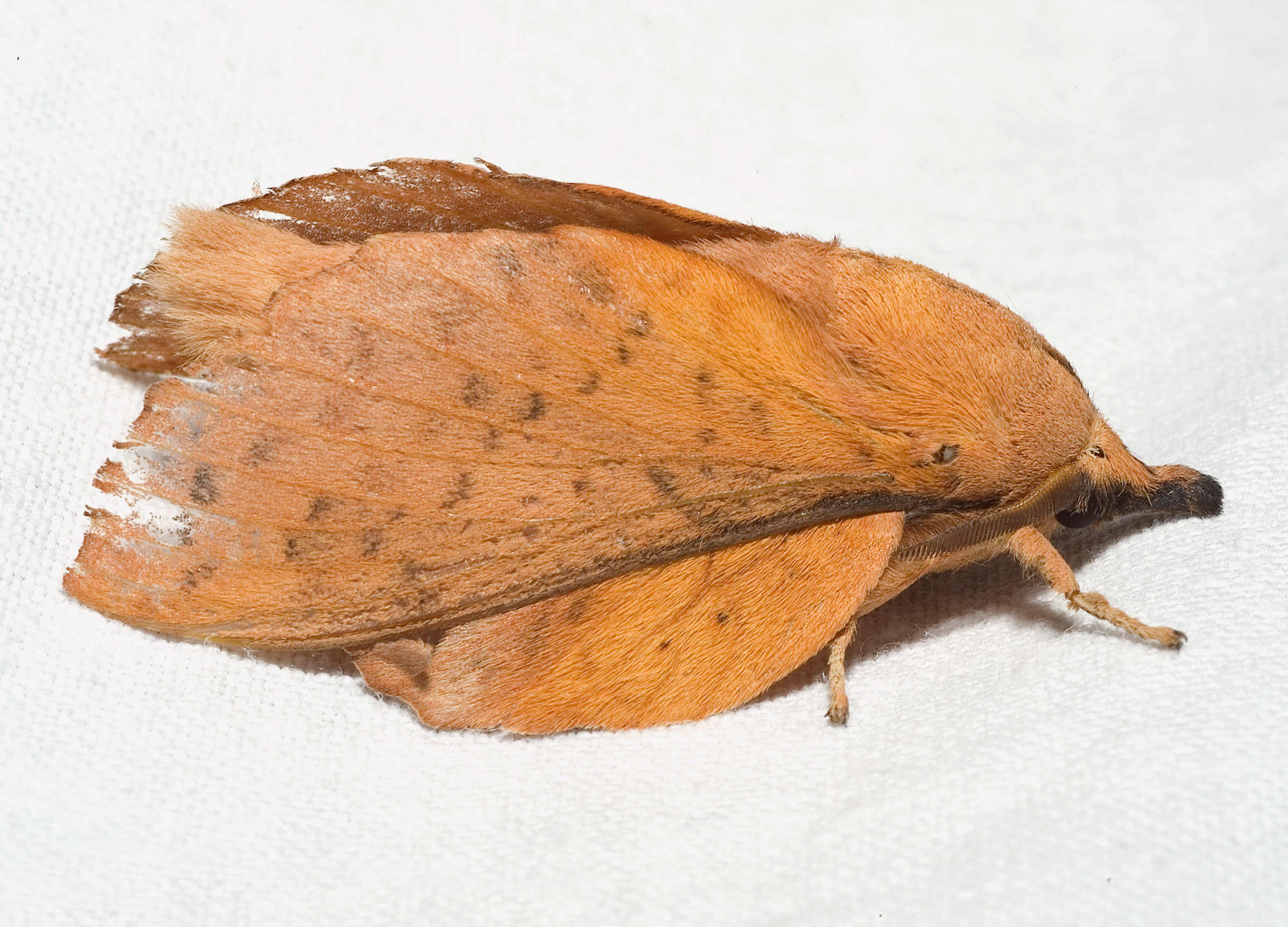
Gastropacha populifolia
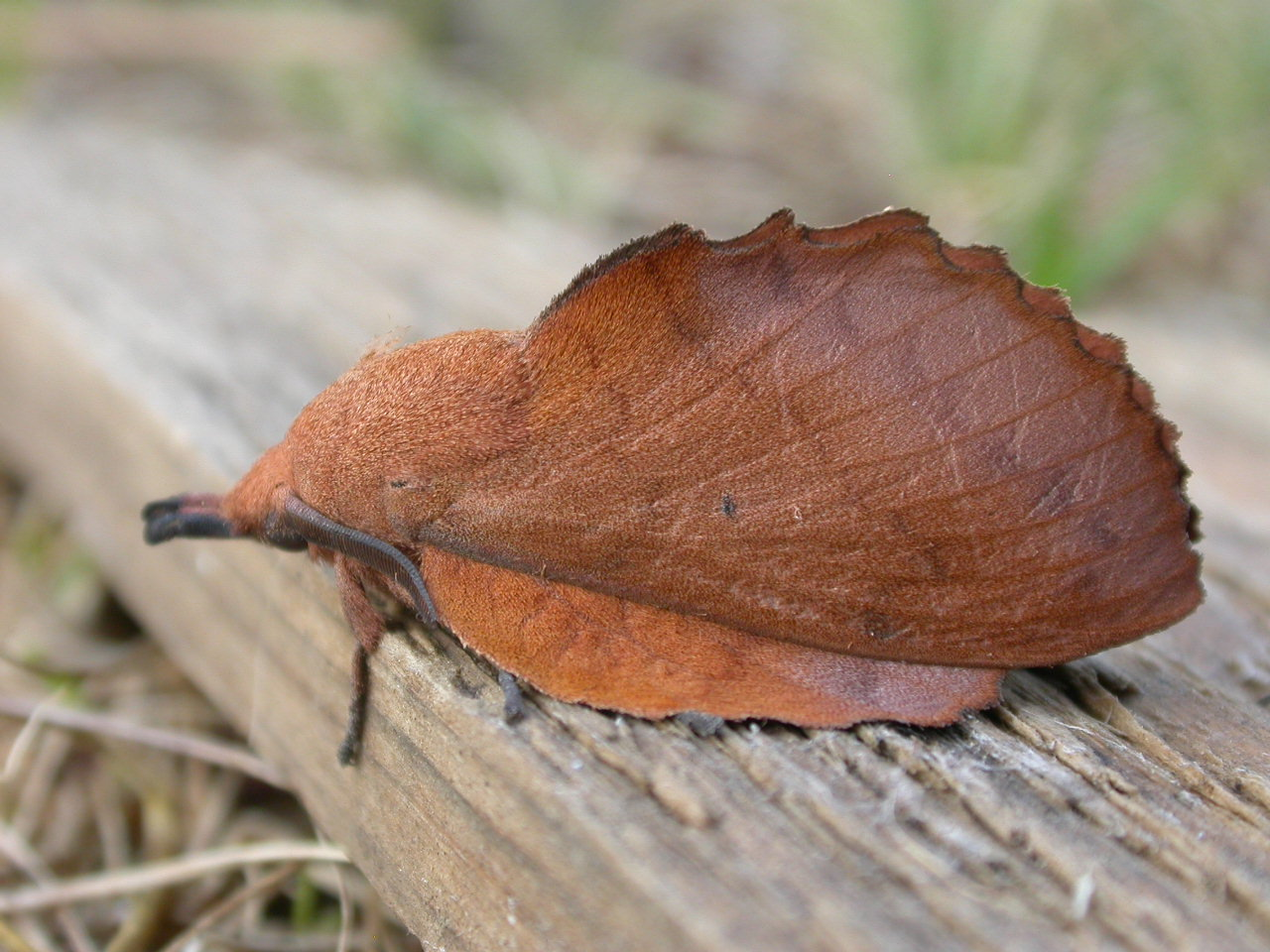
Gastropacha quercifolia
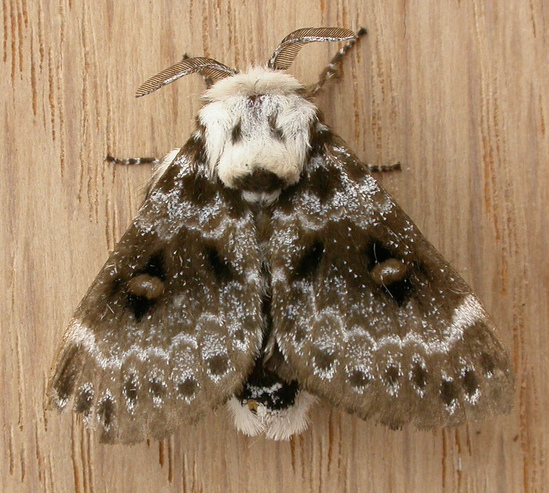
Genduara punctigera
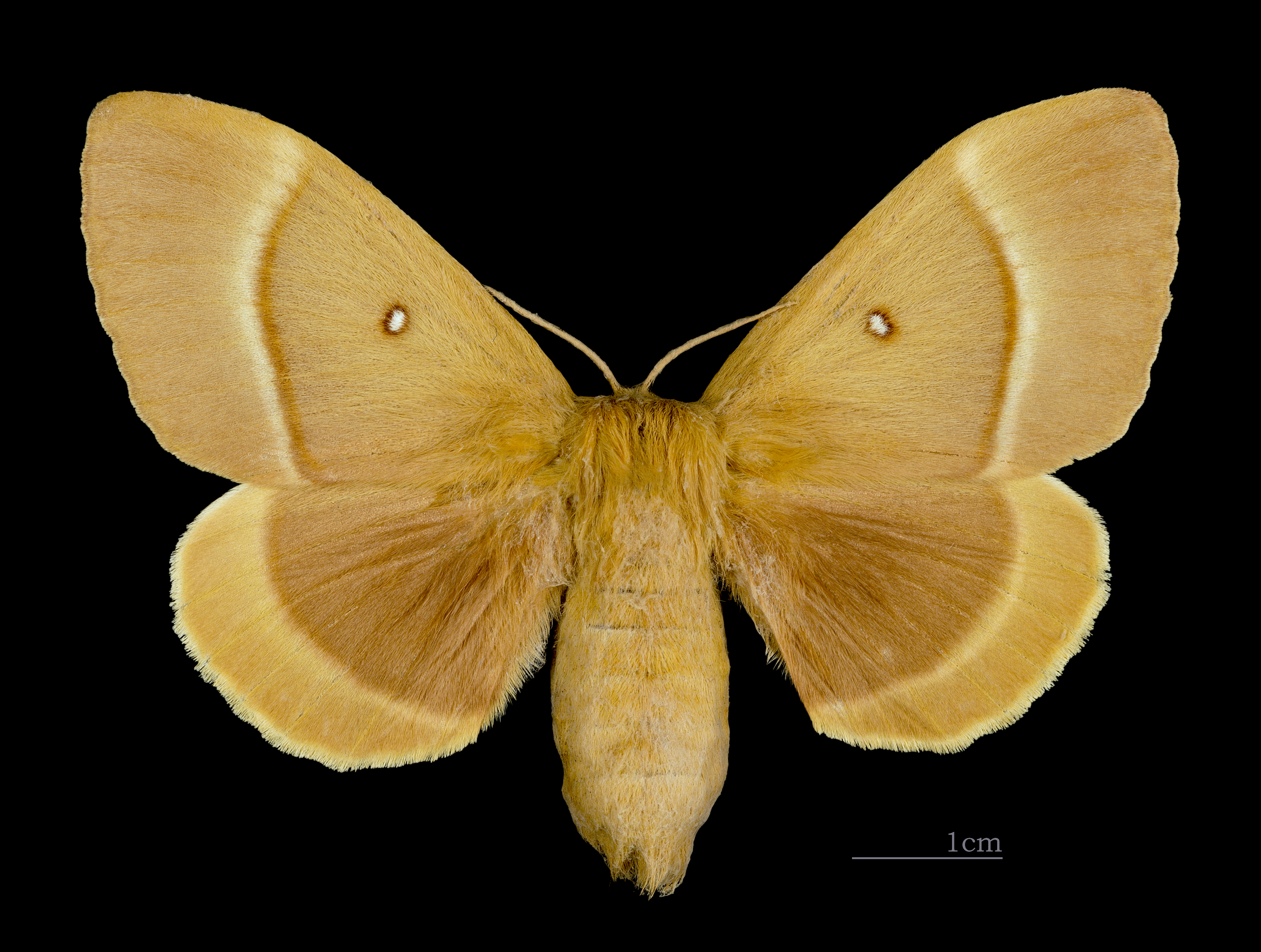
Lasiocampa quercus (Bombice della Quercia)
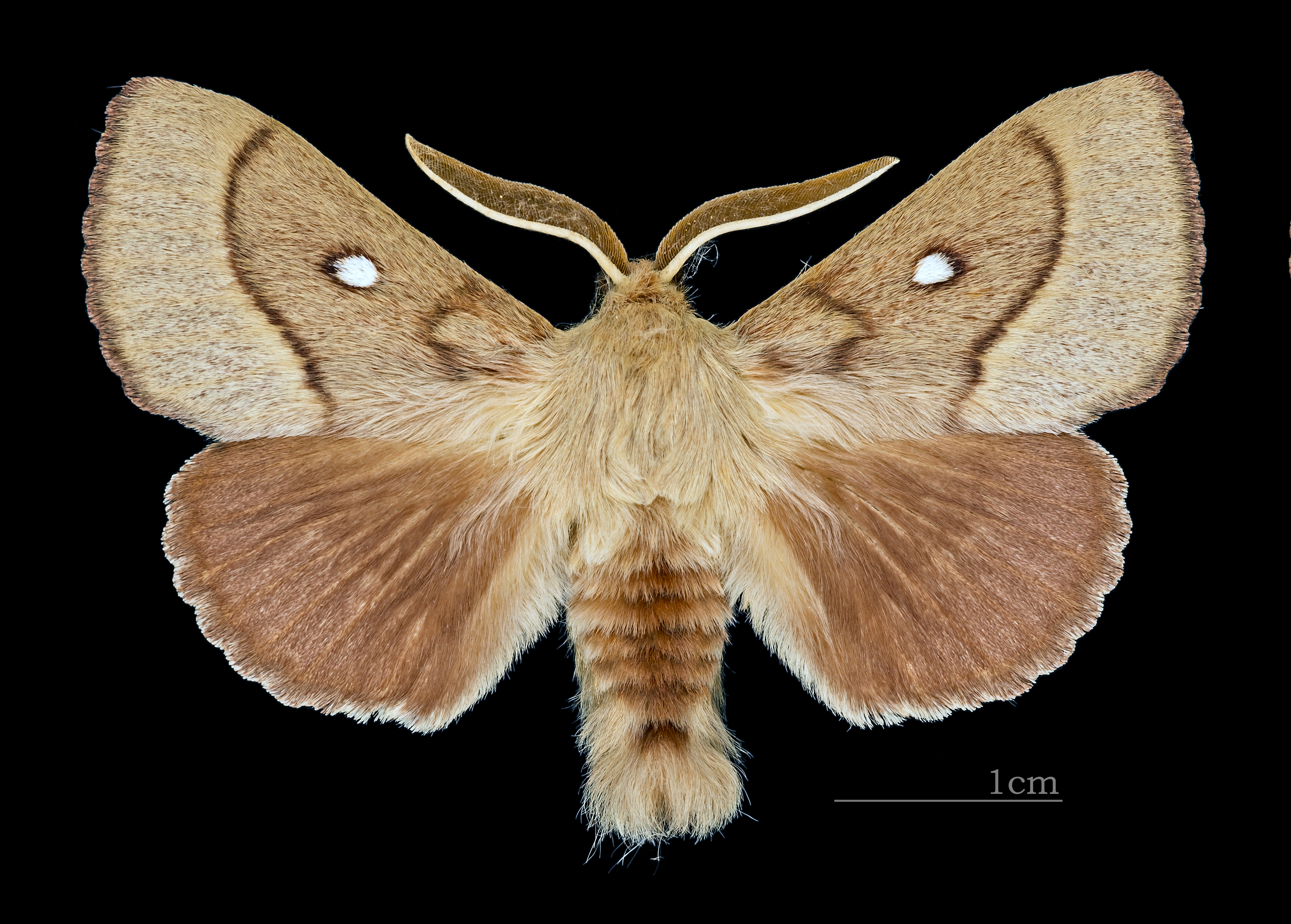
Lasiocampa trifolii (Bombice del trifoglio)
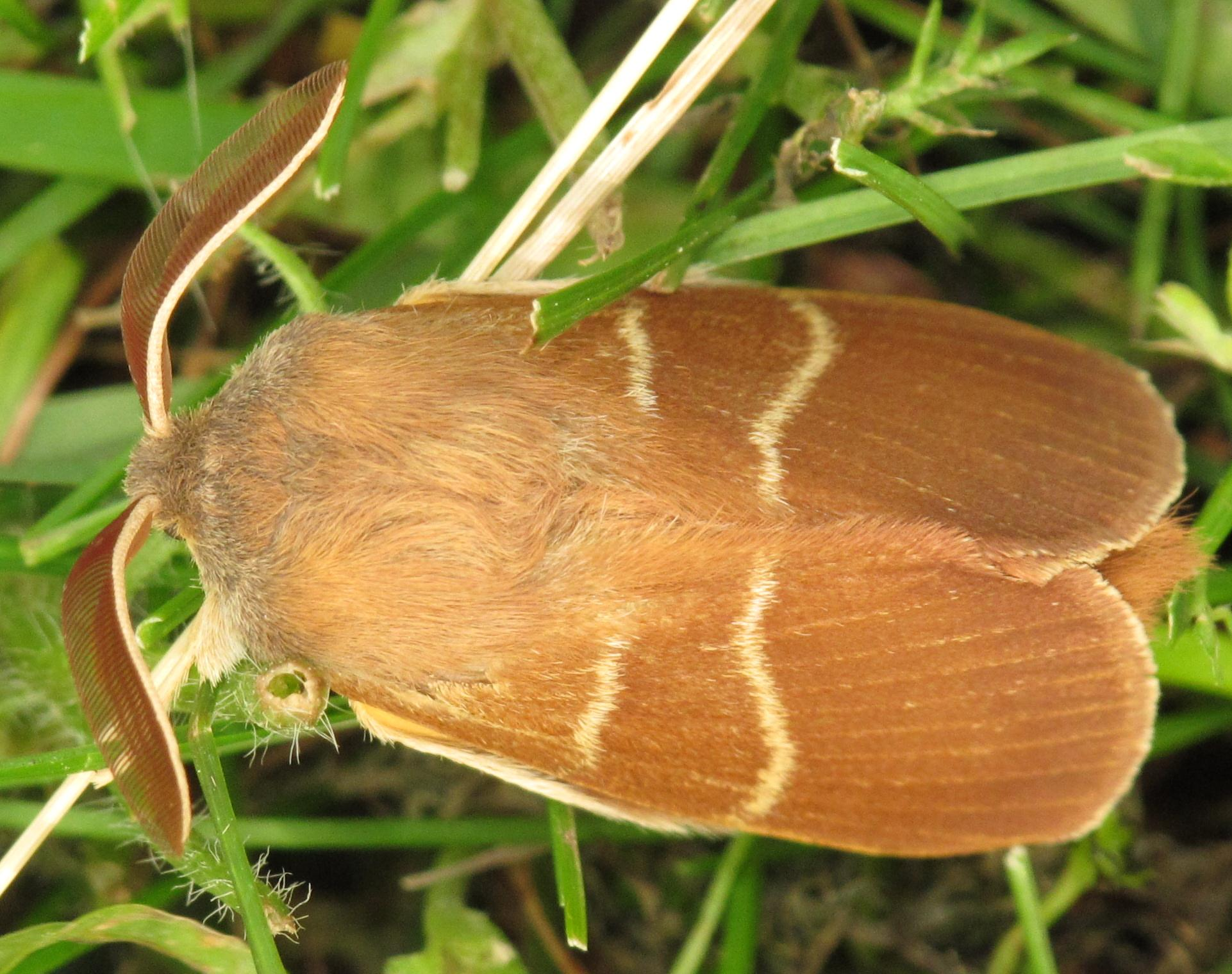
Macrothylacia rubi (Falena volpe)
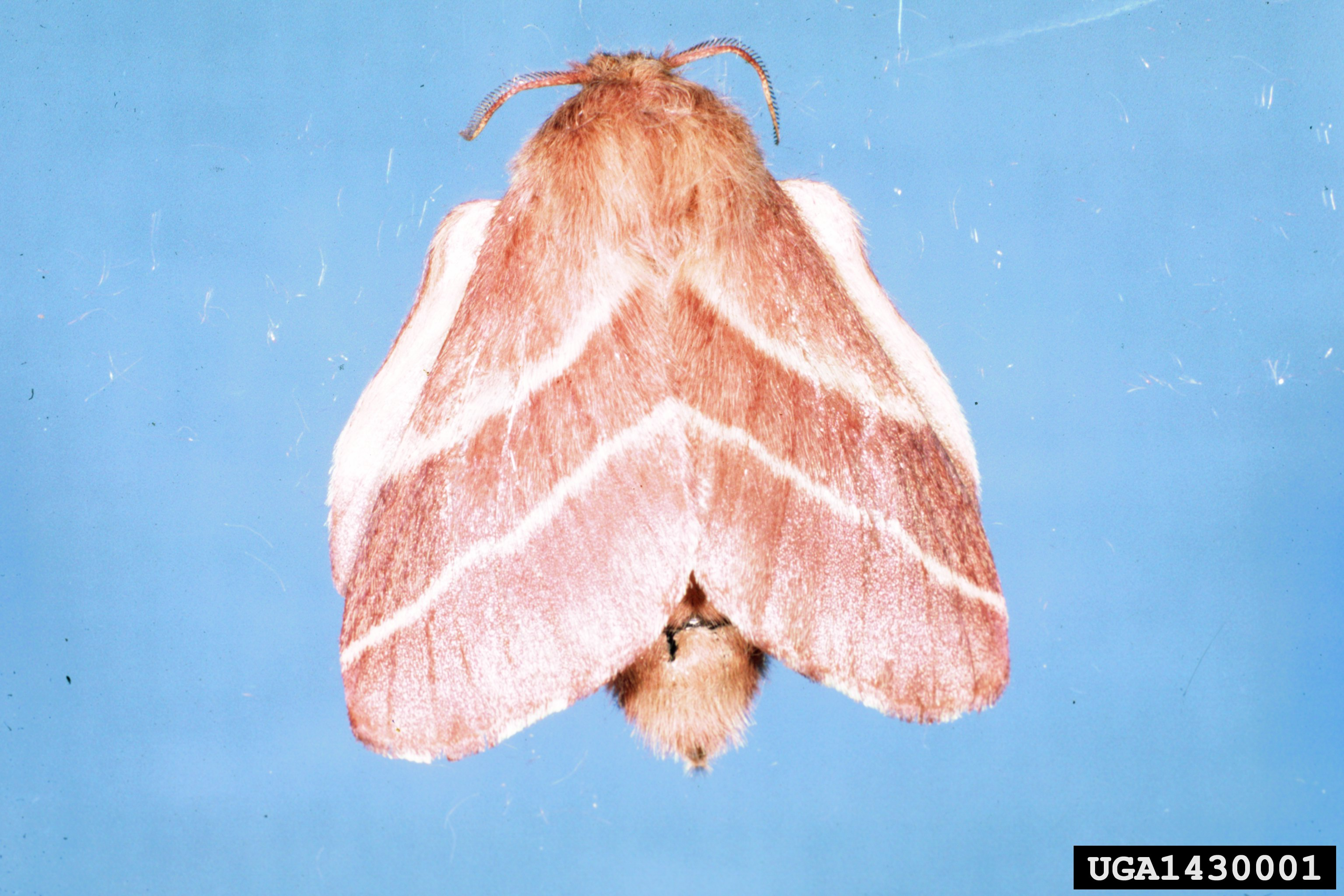
Malacosoma americanum
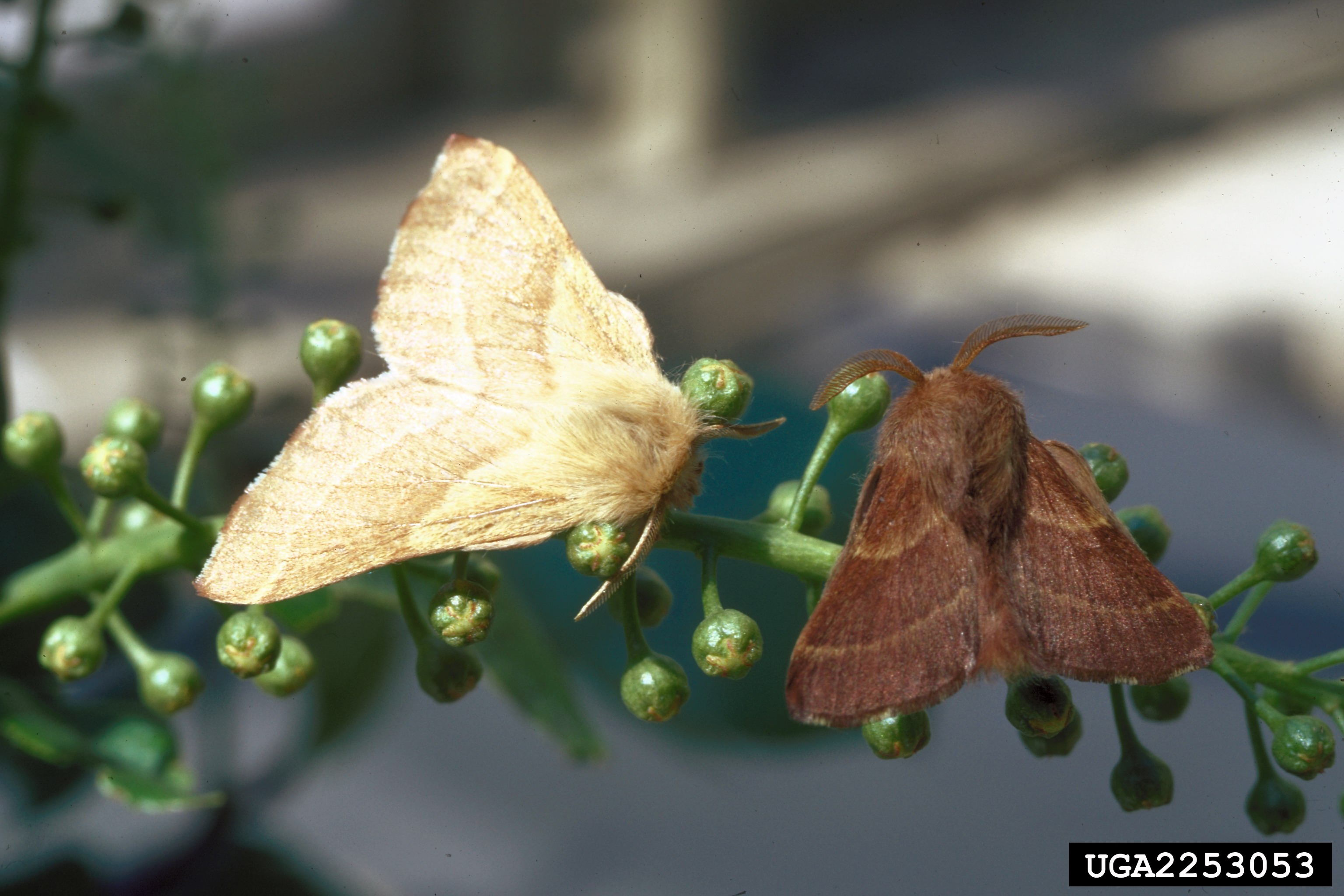
Malacosoma californicum
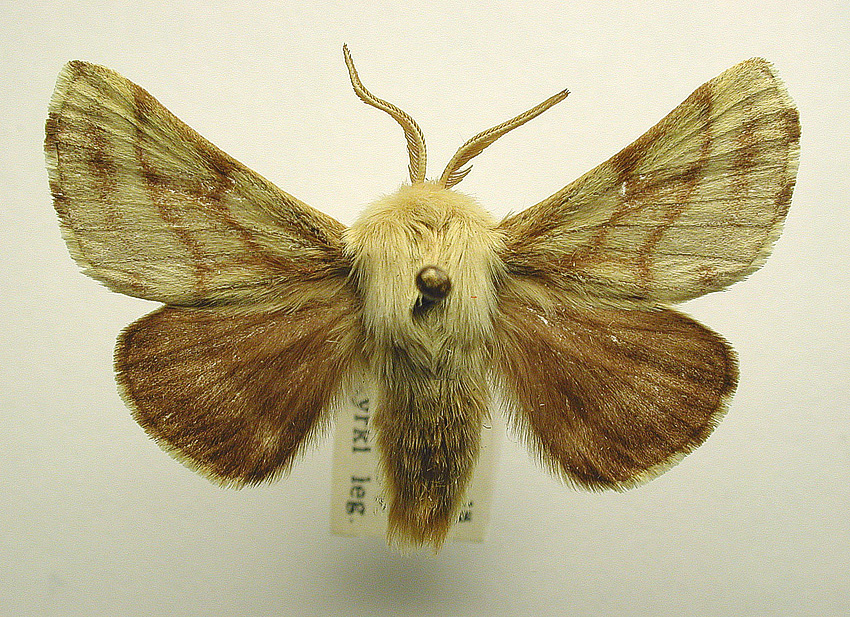
Malacosoma castrense
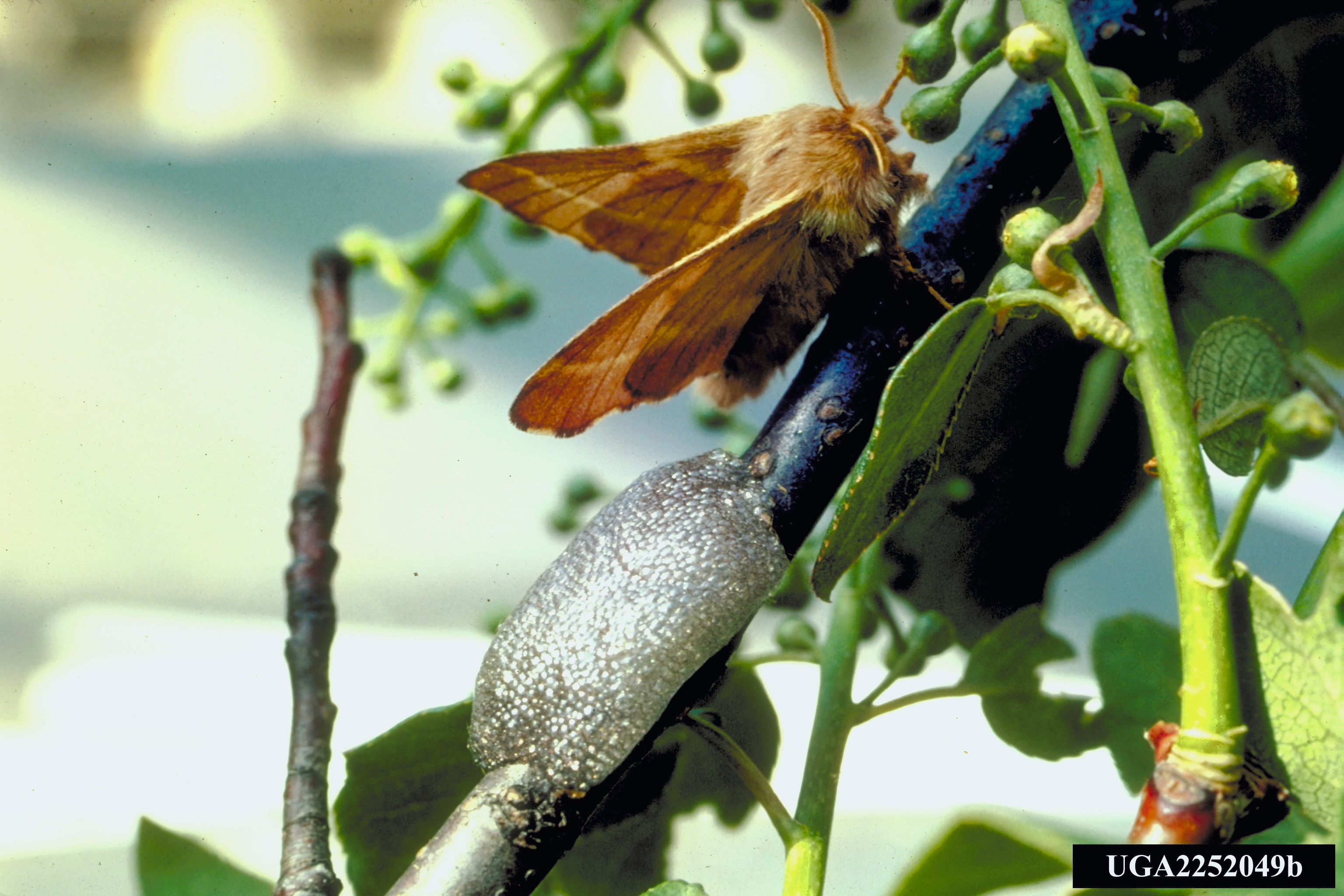
Malacosoma disstria
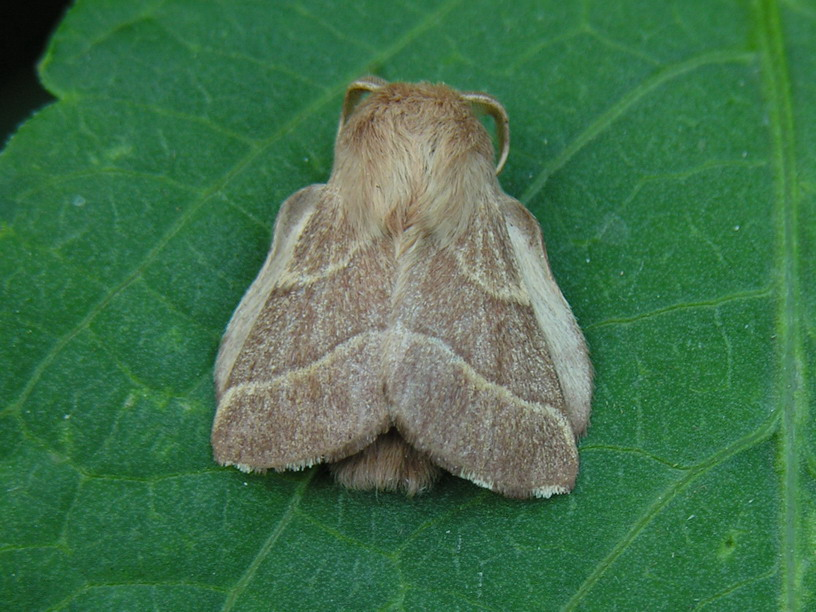
Malacosoma neustria (Bombice gallonato)
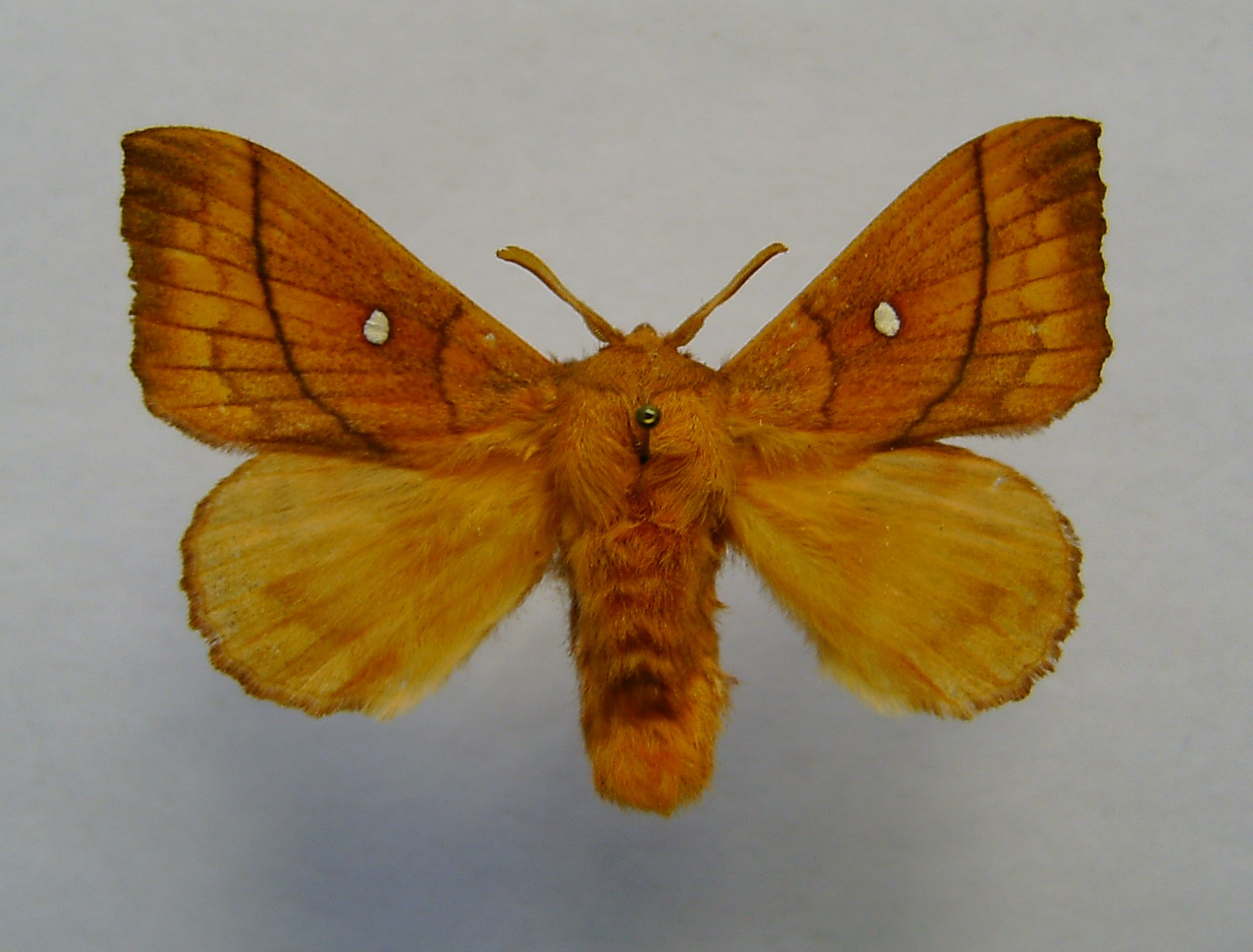
Odonestis pruni
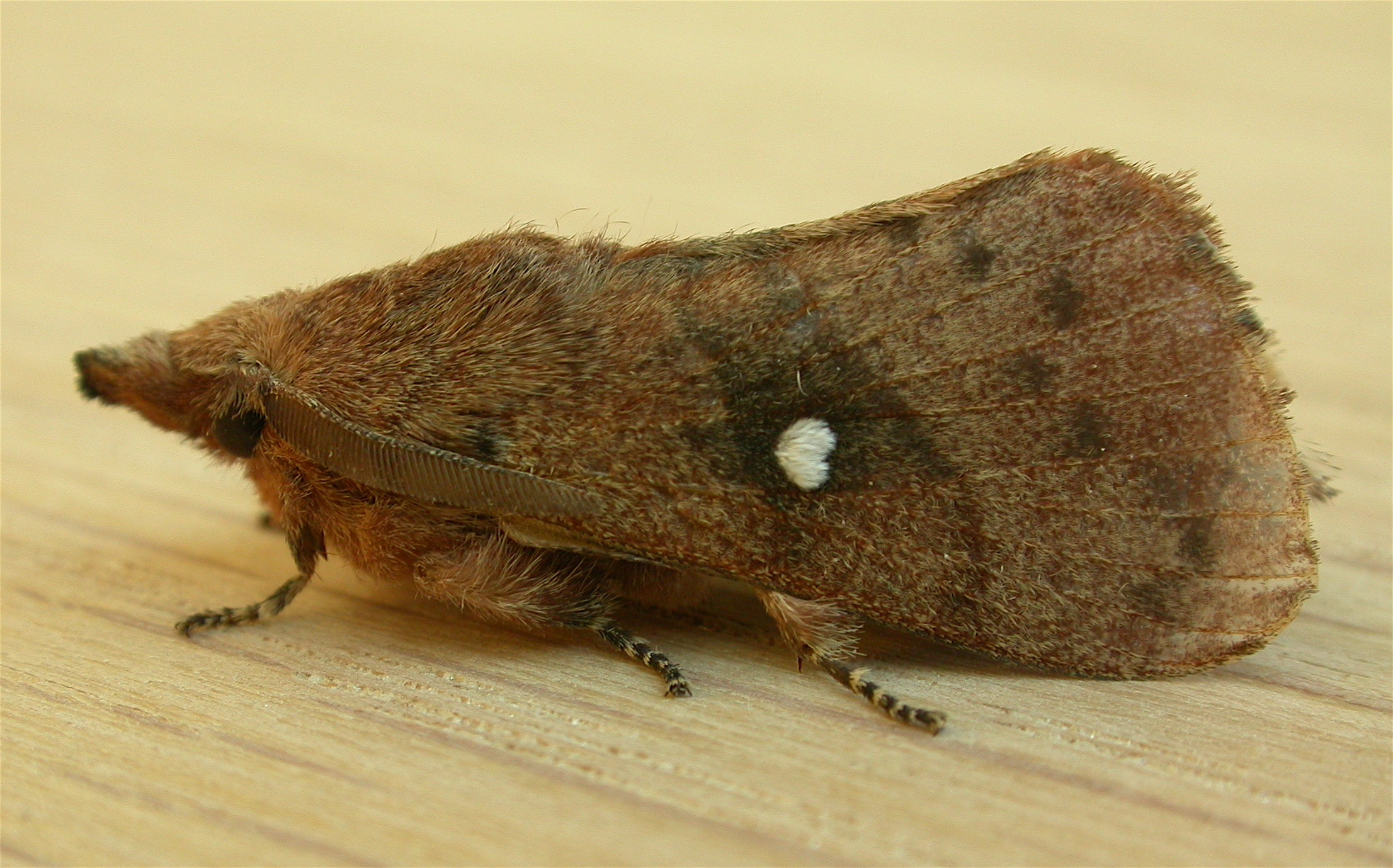
Opsirhina lechriodes
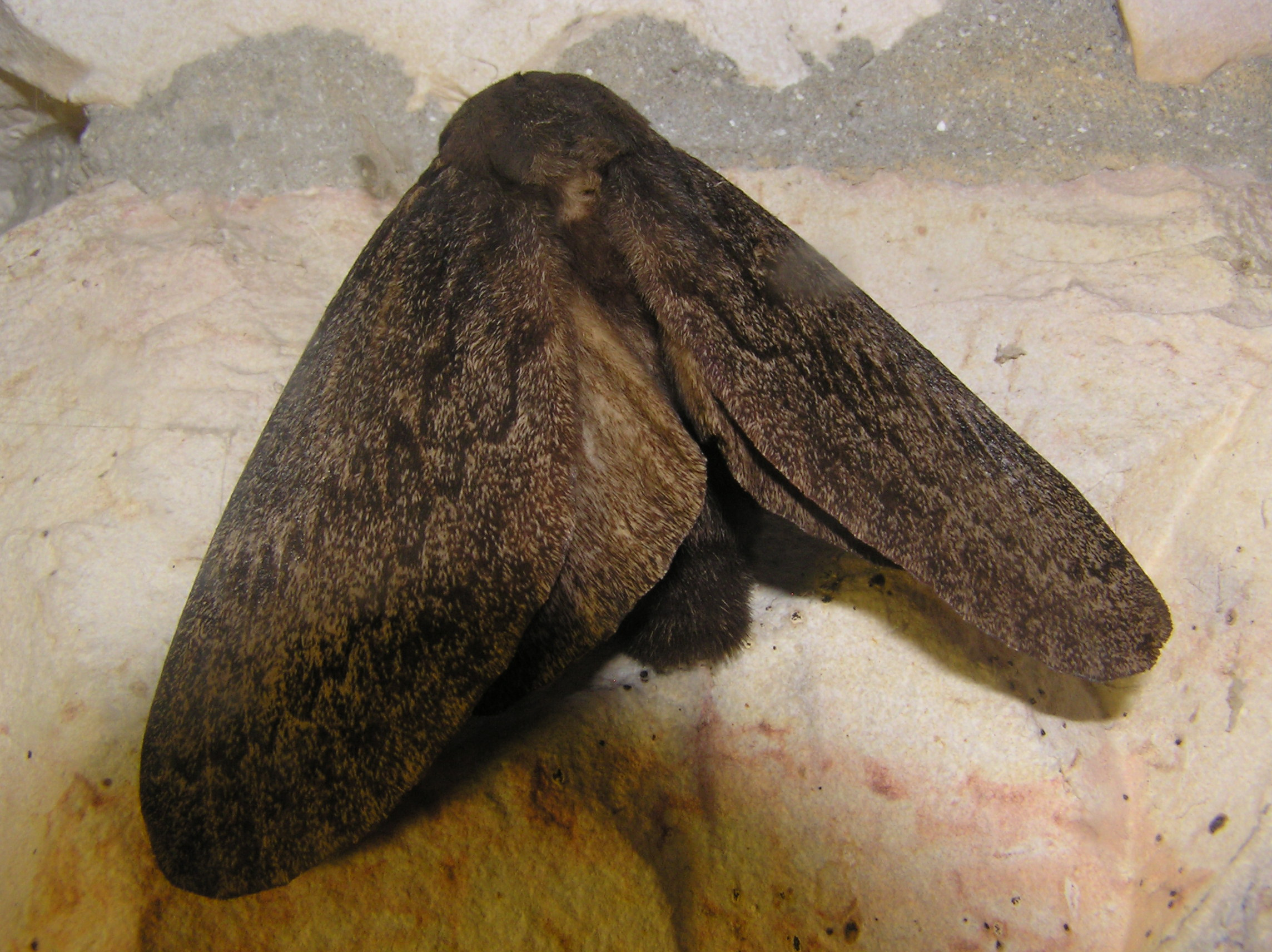
Pachypasa otus
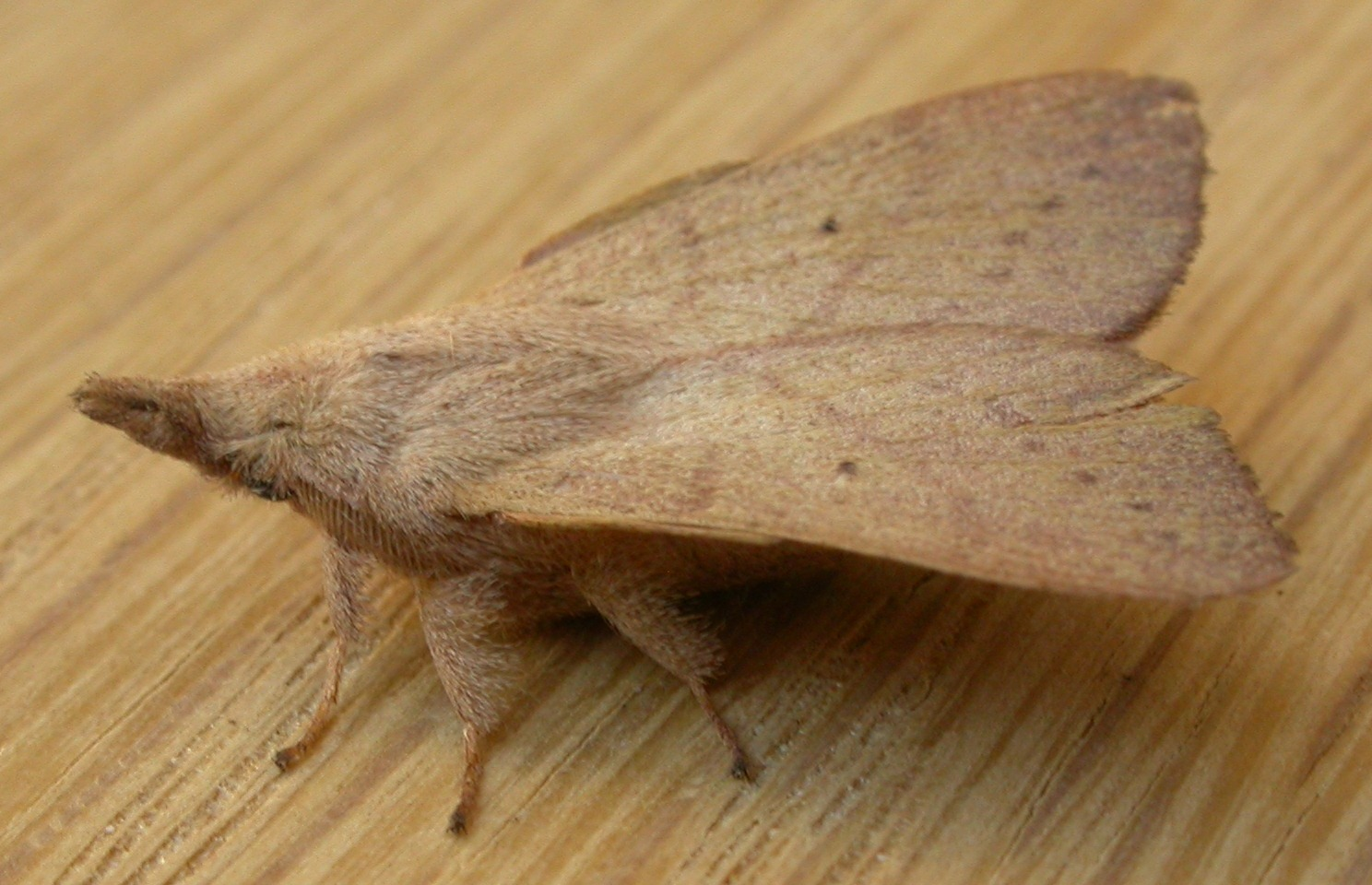
Pararguda nasuta
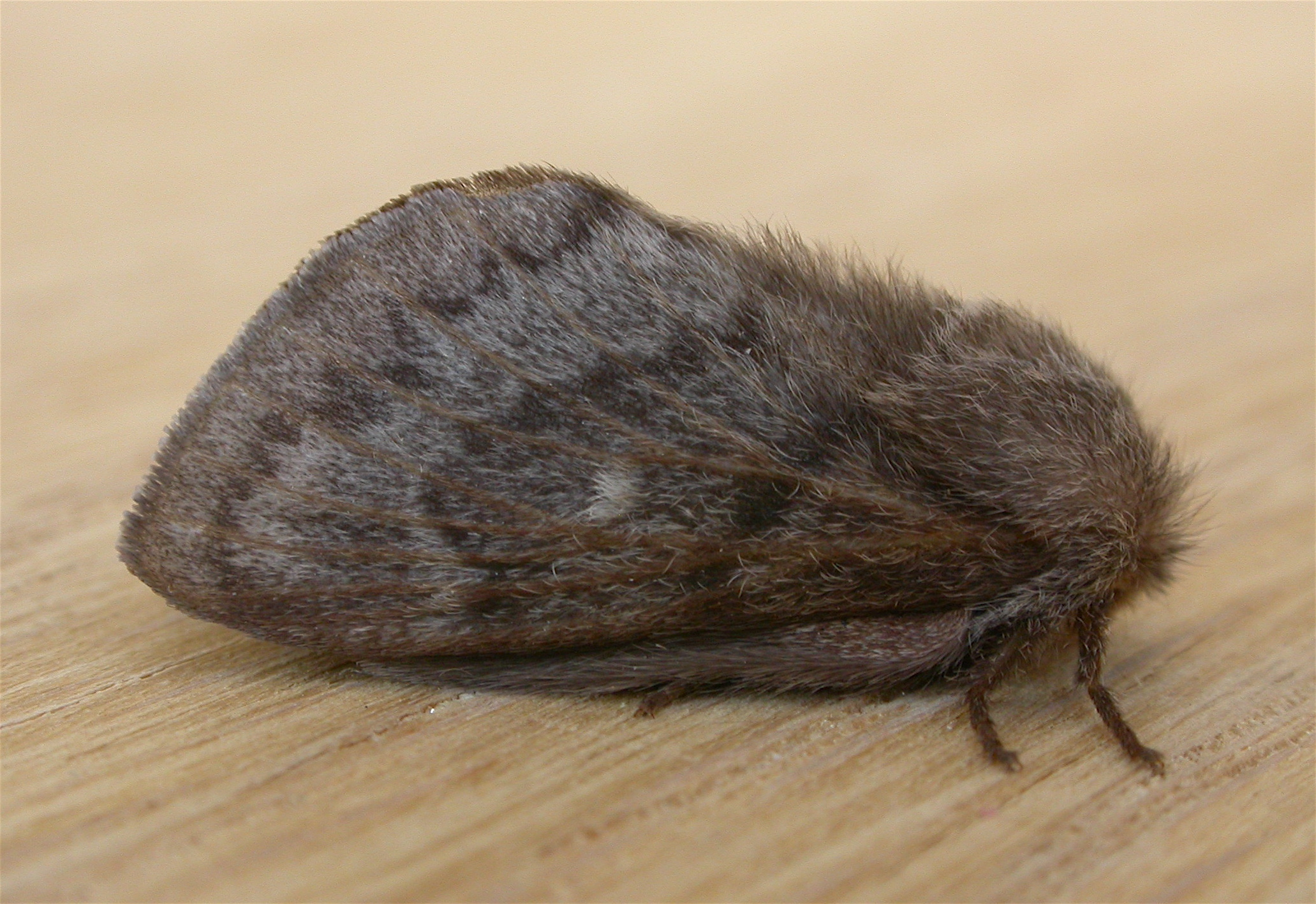
Pernattia pusilla
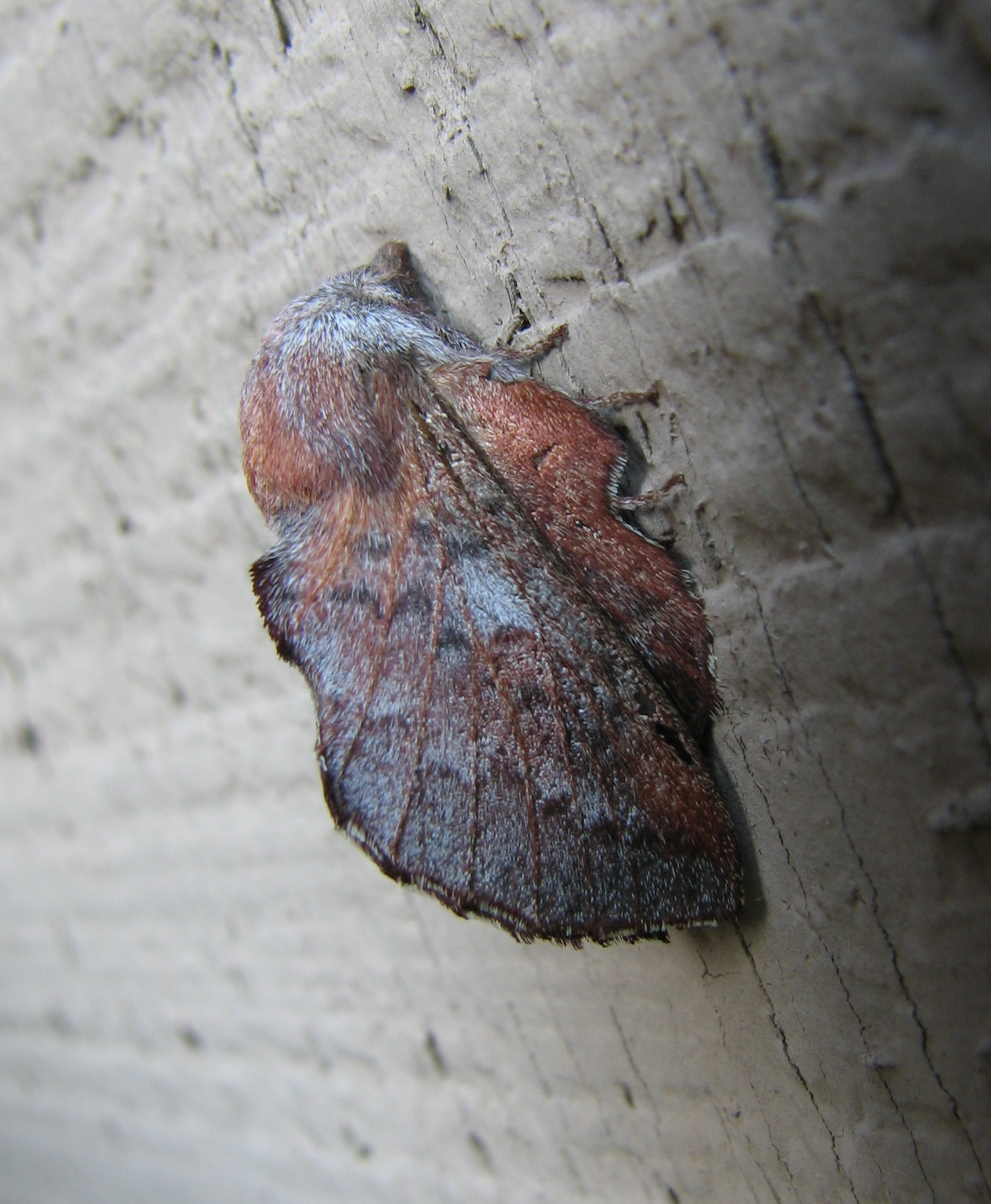
Phyllodesma americana
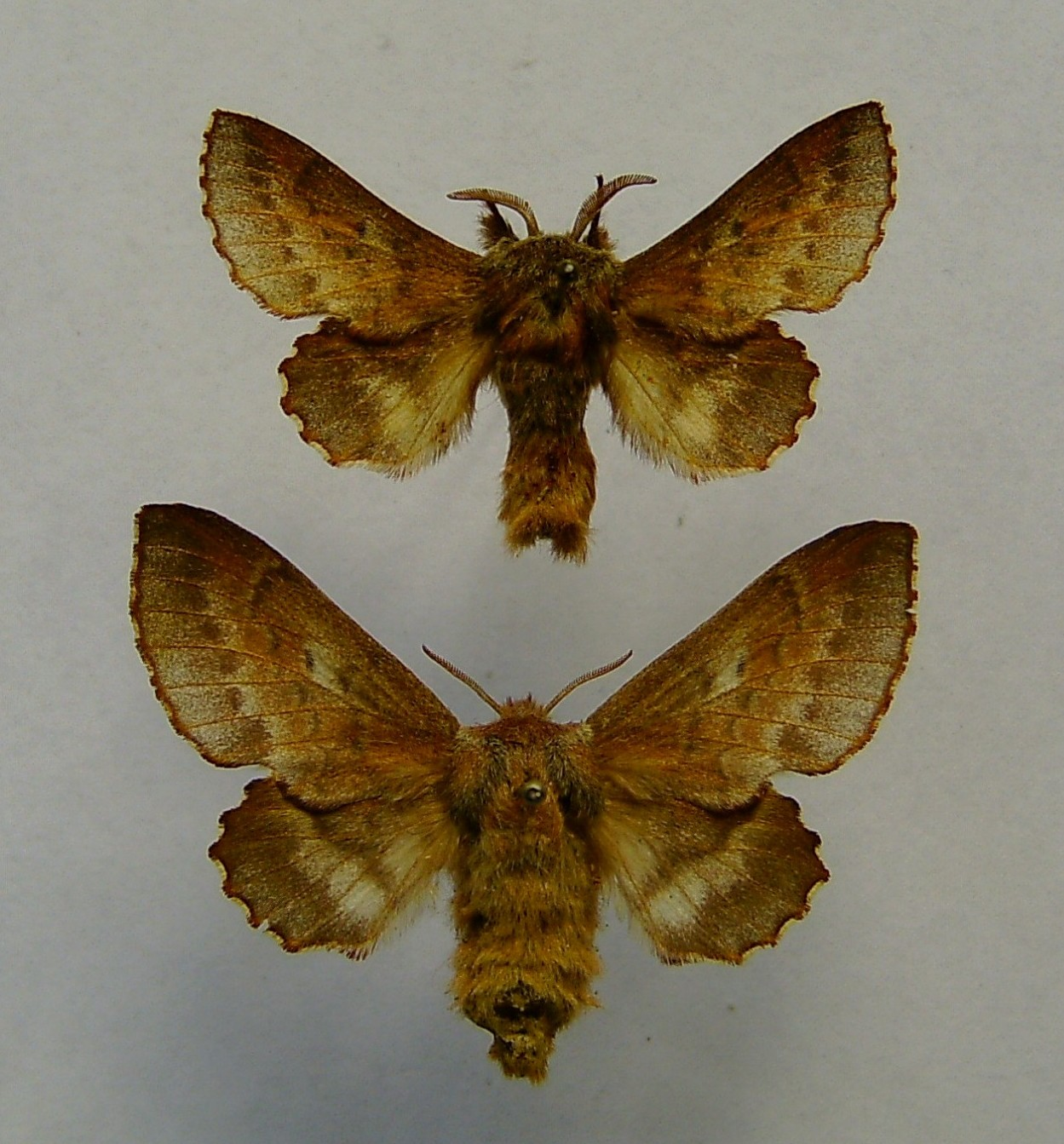
Phyllodesma ilicifolia
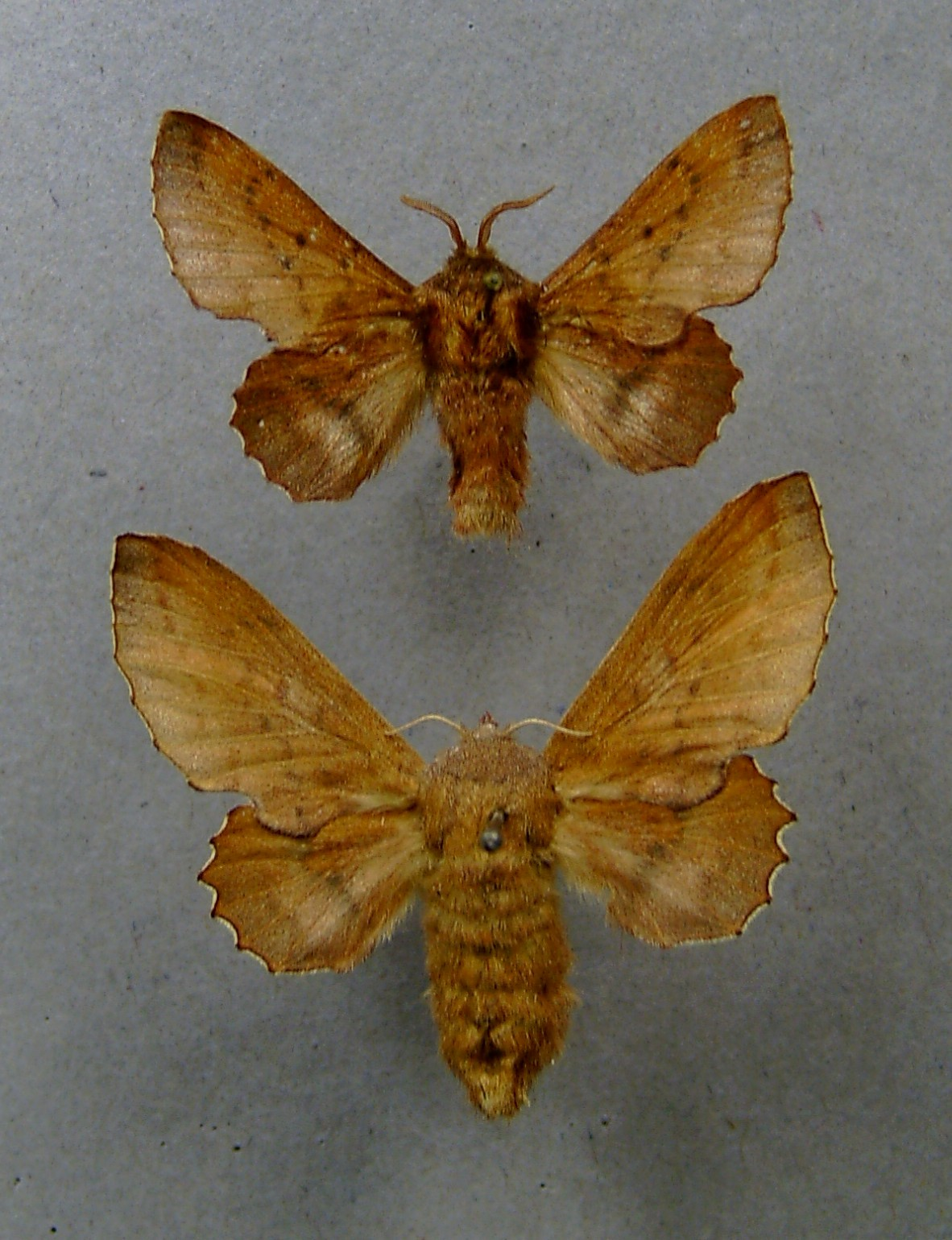
Phyllodesma tremulifolia
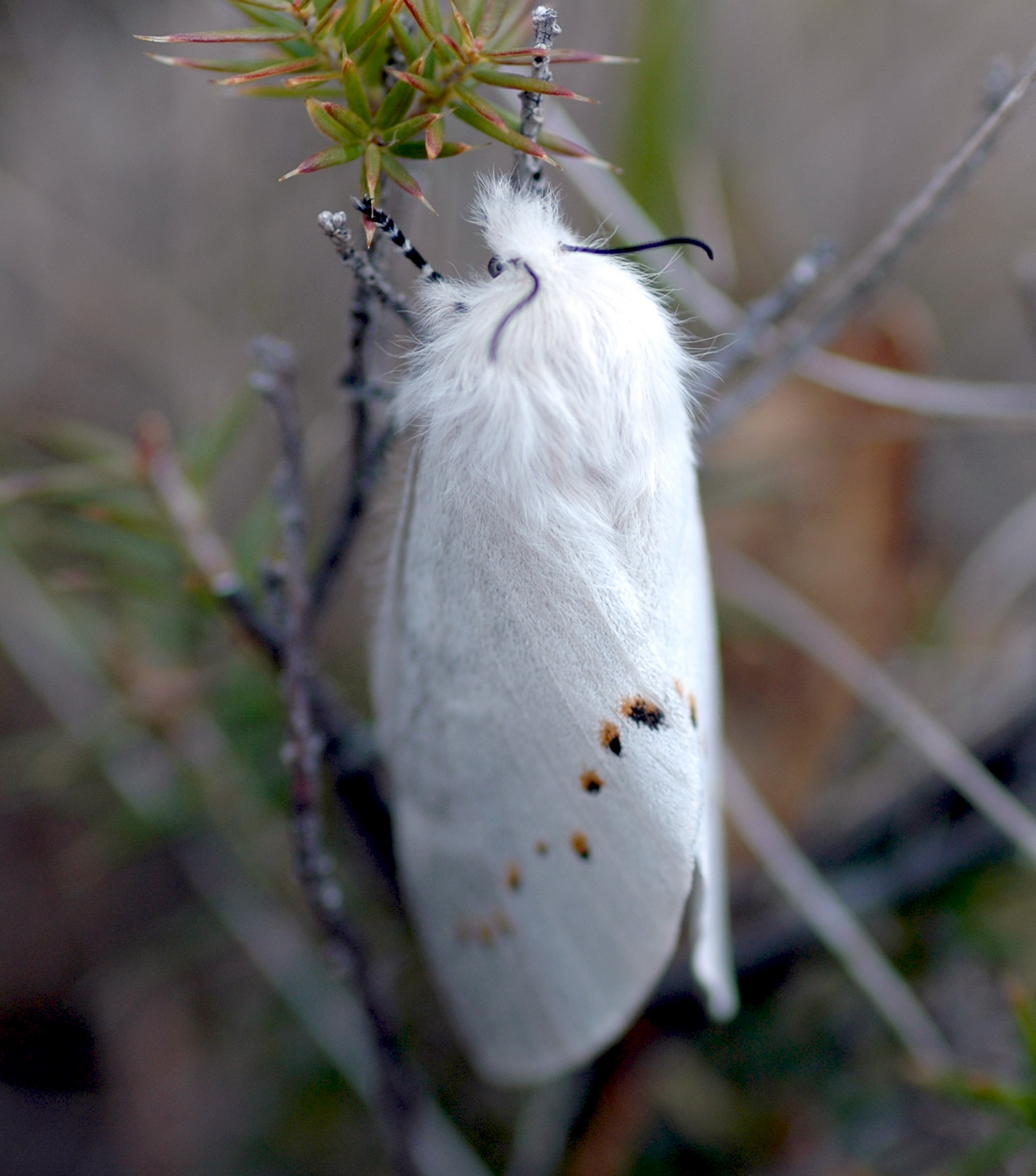
Pinara cana
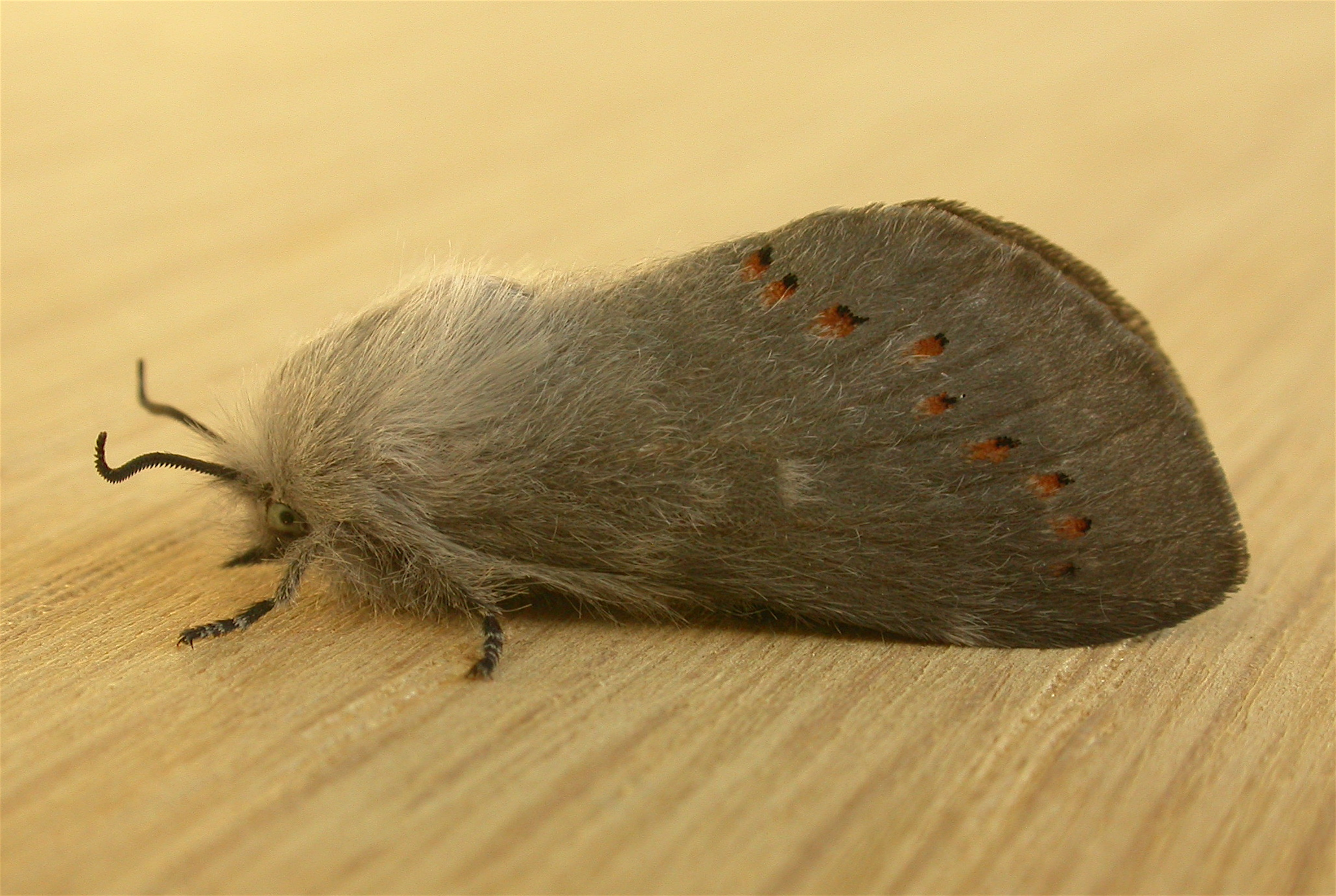
Pinara divisa
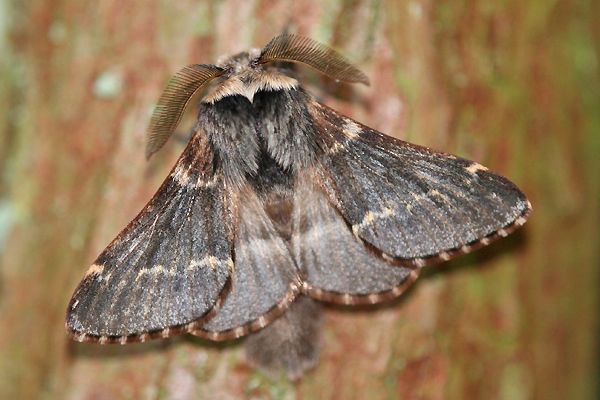
Poecilocampa populi
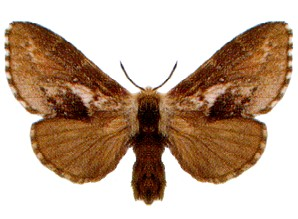
Porela vetusta
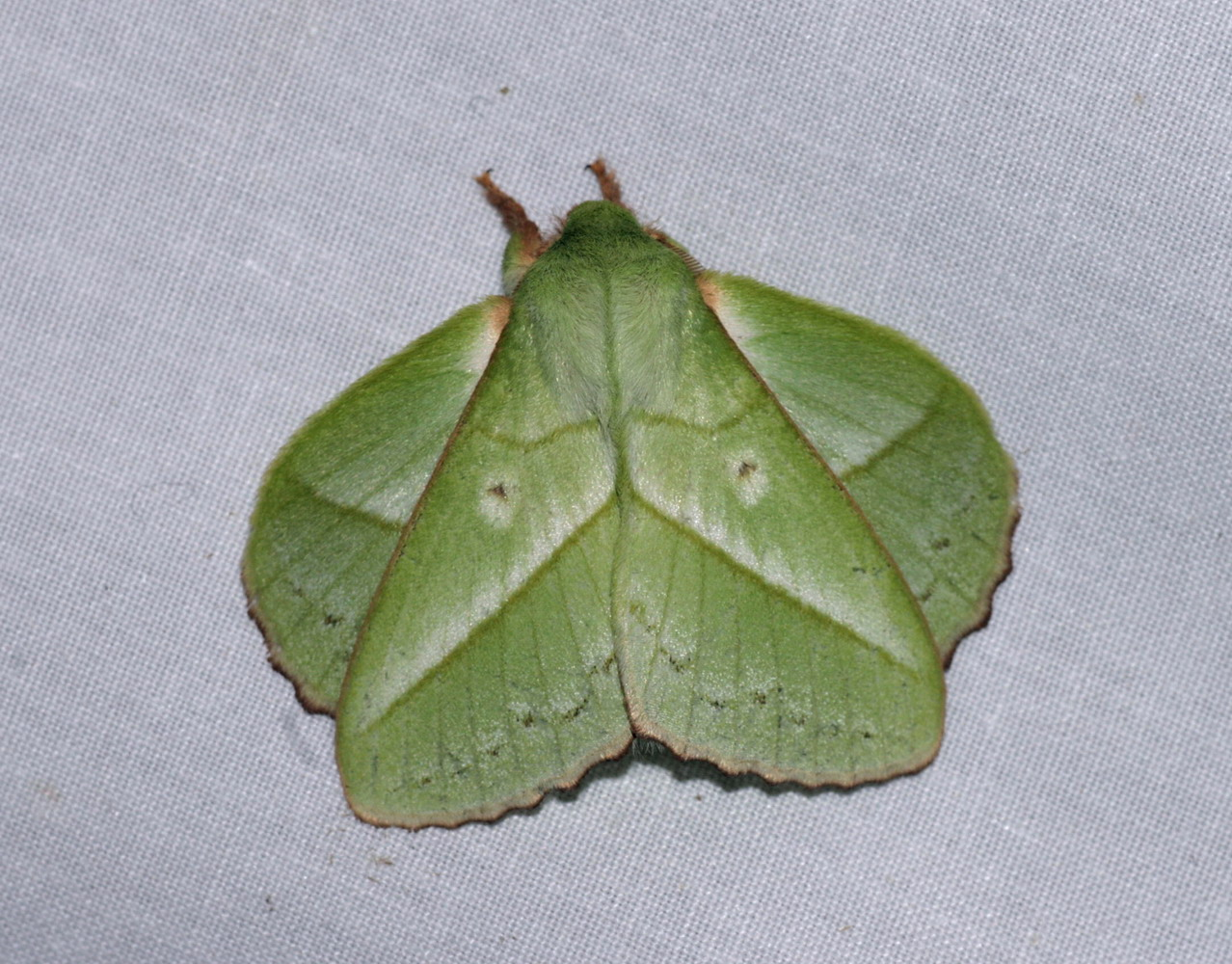
Trabala ganesha
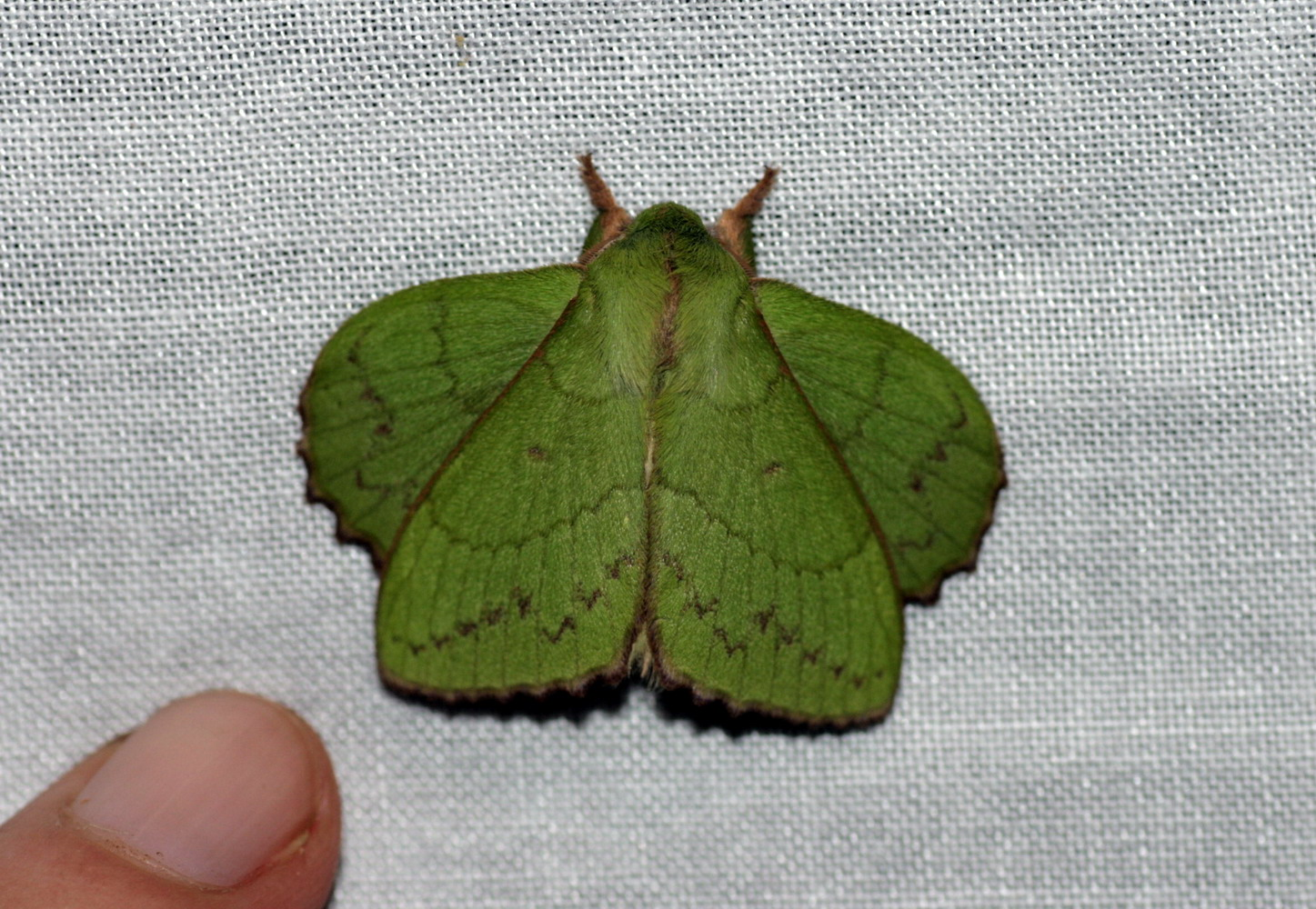
Trabala viridana
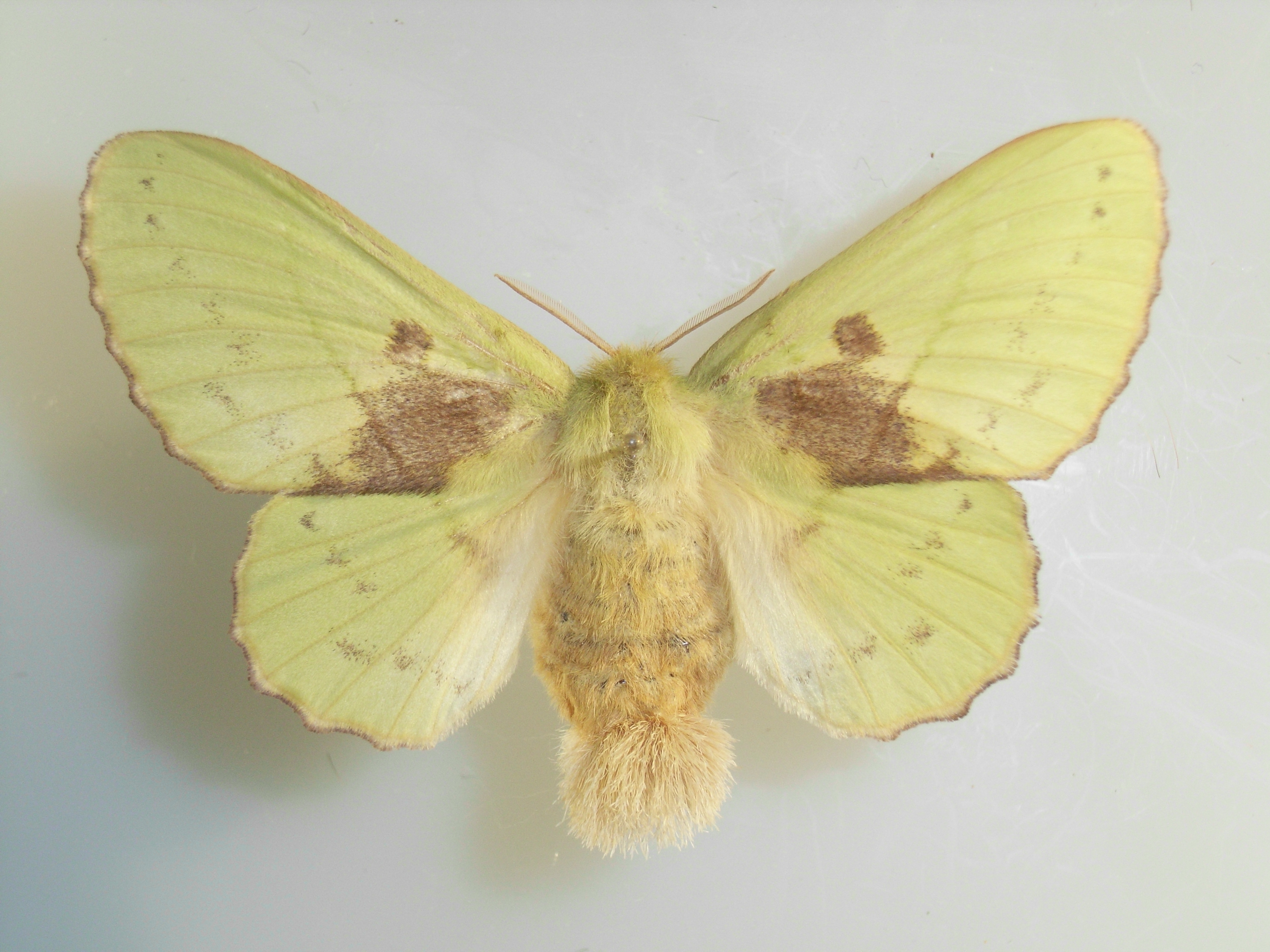
Trabala vishnou
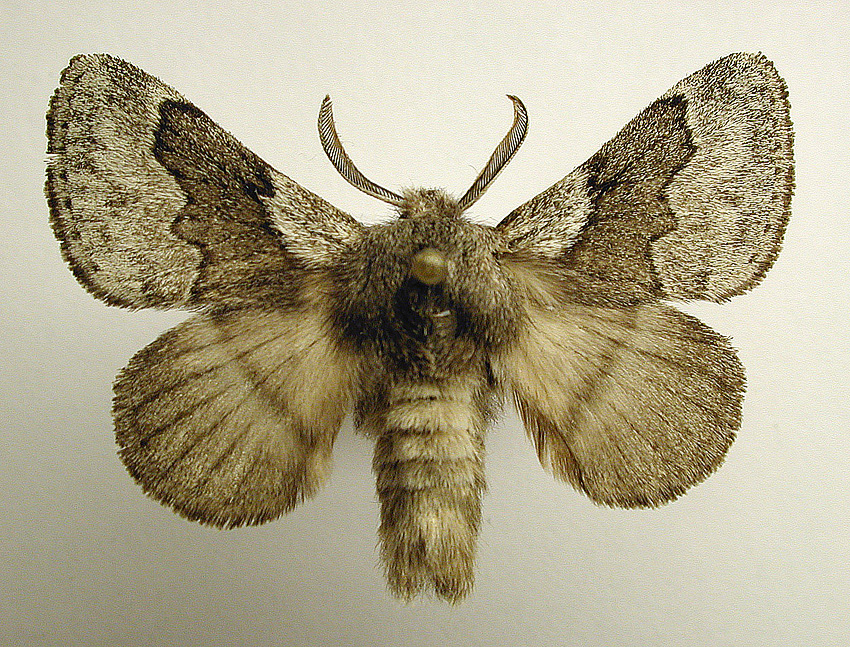
Trichiura crataegi
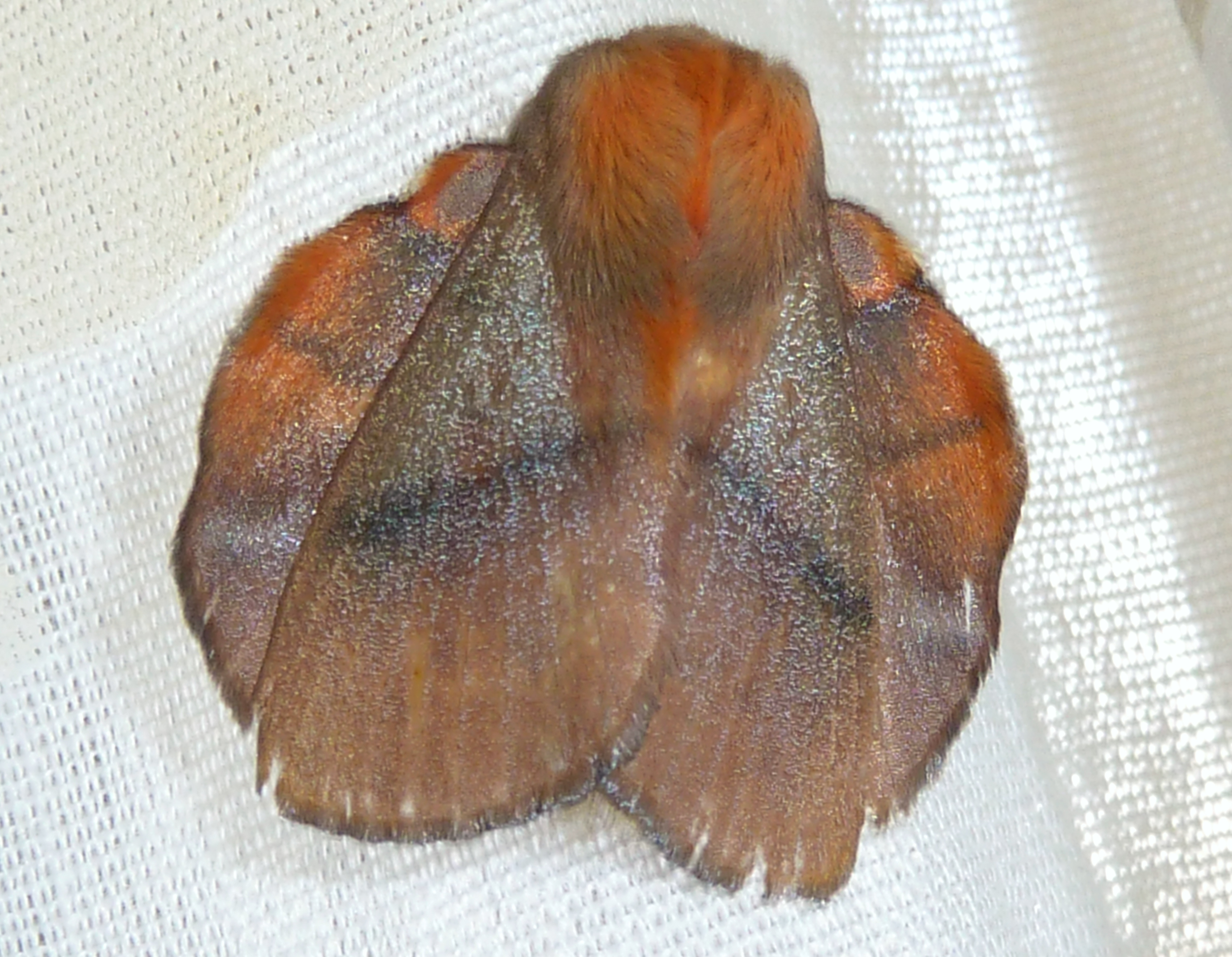
Trichopisthia igneotincta